# Doctor Who
Doctor Who is een Britse sciencefictionserie over een tijdreiziger. De BBC zendt deze serie sinds 1963 uit, met een onderbreking van 1989 tot 2005. In 1996 werd geprobeerd Doctor Who nieuw leven in te blazen met een televisiefilm die als een soort pilot moest dienen voor een nieuwe serie. Hoewel deze film een kijkcijfersucces was in het Verenigd Koninkrijk, werd het niets in de Verenigde Staten, waar men deze nieuwe serie wilde produceren, en het project werd dan ook niet voortgezet. De serie werd in 2005 alsnog hervat met BBC Wales als producent. Het is een cultureel fenomeen in het Verenigd Koninkrijk, onder meer dankzij de jaarlijkse kerstspecial.

## Oorspronkelijke serie

### Onderzoek
Volgens netcoördinator Donald Baverstock had de BBC een nieuw programma nodig om op zaterdagavond het gat tussen het sportprogramma Grandstand en het muziekprogramma Juke Box Jury te vullen, zodat de kijkers niet naar concurrent ITV zouden overschakelen. Het nieuwe programma moest leerzaam zijn en zowel jong als oud aanspreken. ITV zond in het begin van 1962 de eerste Britse sciencefictionserie uit, getiteld Out of This World. Eric Maschwitz, het Head of Light Entertainment van de BBC, liet John Braybon, Donald Bull en Alice Frick dat jaar de mogelijkheden van een nieuwe sciencefictionserie onderzoeken. In maart 1962 deed Bull verslag van een studie van de Britse sciencefiction.
Op 25 juli 1962 volgde een tweede verslag van Braybon en Frick, waarin zij vier criteria opsomden waaraan een mogelijke serie zou moeten voldoen. De serie moest geloofwaardig zijn en dus geen bug-eyed monsters, geen tinnen robots als hoofdpersonages en geen grootse sciencefiction-achtige opzet bevatten. In dit verslag worden vijf verhalen genoemd die geschikt zouden kunnen zijn voor een televisieserie: Guardians of Time van Poul Anderson, Three to Conquer van Eric Frank Russell, Eternity Lost van Clifford Simak, Pictures Don't Lie van Katherine MacLean en No Woman Born van C.L. Moore.

### Ontwikkeling
Het idee voor Doctor Who wordt vaak toegeschreven aan de Canadese filmproducent Sydney Newman. Hij werkte in het begin van de jaren zestig op de drama-afdeling van de BBC en gaf leiding aan de ontwikkelaars van Doctor Who. Hiervóór werkte hij voor de Associated British Corporation en was hij betrokken bij de ontwikkeling van ITVs Out of this World. Newman bedacht het hoofdpersonage van Doctor Who, de Doctor, een tijdreiziger die met een tijdmachine genaamd TARDIS naar bijzondere historische gebeurtenissen zou reizen. De titel van het programma sloeg erop dat de naam en afkomst van de Doctor een mysterie zouden zijn. Donald Wilson gaf Frick, Braybon en scenarist C.E. Webber tijdens een vergadering van de BBC in maart 1963 opdracht tot het ontwikkelen van de televisieserie. Zij ontleenden hiervoor onder meer inspiratie aan de roman The Time Machine van H.G. Wells en de televisieserie Quatermass and the Pit. Newman vond een producent in de 28-jarige Verity Lambert, die daarmee de eerste vrouw in deze functie bij de BBC werd. Zij kreeg assistentie van scriptredacteur David Whitaker. Voor de hoofdrollen van de Doctor, kleindochter Susan en de leraren Ian en Barbara werden respectievelijk de acteurs William Hartnell, Carole Ann Ford, William Russell en Jacqueline Hill gecast.

### Eerste Doctor
Webber schreef enkele scripts, maar geen ervan werd uiteindelijk opgenomen, omdat Wilson ze niet goed genoeg vond. Zijn ontwerp voor de eerste aflevering vormde echter wel de basis voor het door Anthony Coburn geschreven script van An Unearthly Child. Webber bedacht samen met Wilson en Newman het format van Doctor Who. De BBC Television Service zond de eerste aflevering, getiteld An Unearthly Child, uit om kwart over vijf 's middags op 23 november 1963, de dag na de moord op president Kennedy. Deze uitzending trok 4,4 miljoen kijkers, ongeveer 9,1 procent van het totale kijkerspubliek in het Verenigd Koninkrijk. Een week later liet de BBC de tweede aflevering, getiteld The Cave of Skulls, voorafgaan door een herhaling van An Unearthly Child.
De oorspronkelijke serie werd geproduceerd van 1963 tot 1989 en bestond uit 26 reeksen die 155 verhalen bevatten in 695 afleveringen. De afleveringen duurden circa 25 minuten en eindigden meestal met een spannende cliffhanger. Vaak werden verhalen gespreid over meerdere afleveringen. In de eerste seizoenen van het programma waren deze verhalen onregelmatig van lengte: de kortste, Mission to the Unknown, telde 1 aflevering, terwijl het langste, The Daleks' Master Plan, er 12 telde. Aanvankelijk kregen alle afleveringen een individuele titel. In dezelfde periode waren de seizoenen ook vrij lang, variërend van 39 tot 45 afleveringen. Er moest dan ook bijna het hele jaar door gewerkt worden, zodat het soms gebeurde dat de Doctor of een metgezel één of twee afleveringen uit beeld verdween, bewusteloos raakte of alleen in apart opgenomen scènes verscheen, zodat de acteur in kwestie wat extra vakantie kreeg. In Mission to the Unknown kwamen de Doctor en zijn metgezellen zelfs geheel niet voor.
Aanvankelijk zouden er minstens 13 afleveringen geproduceerd worden. Er werd al snel besloten dit te verlengen nadat het programma in het tweede verhaal echt een succes werd met de introductie van de Daleks, ondanks Newmans oorspronkelijke eis dat er geen "bug-eyed monsters" in het programma voor zouden komen. Newman had een meer educatief programma in gedachten, waarbij het tijdreizen mogelijkheid gaf om de kijker te leren over de geschiedenis en natuurwetenschap. Al snel zou het educatieve element naar de achtergrond verdwijnen en het avontuur meer voorop staan. Het succes van de Daleks was zo groot dat er in de jaren '60 een ware Dalekmania ontstond in het Verenigd Koninkrijk. Twee Dalekverhalen kregen datzelfde decennium nog een remake als bioscoopfilms met Peter Cushing als de nu nadrukkelijk menselijke Dr. Who: Dr. Who and the Daleks en Daleks' Invasion Earth 2150 A.D.
Aan het begin van het tweede seizoen vond er voor het eerst een wijziging in de cast plaats. Carole Ann Ford had besloten de serie te verlaten omdat ze teleurgesteld in haar rol was, dus Susan bleef op Aarde achter. Ook Whitaker verliet het programma en werd na dit verhaal als scriptredacteur opgevolgd door Dennis Spooner. Susans rol werd vervangen door het weesmeisje Vicky, gespeeld door Maureen O'Brien. Nadat ook Rusell en Hill hadden besloten het bij twee seizoenen te laten, vertrokken hun personages ook uit de TARDIS en werden vervangen door ruimtepiloot Steven, gespeeld door Peter Purves. Hiermee ontstond het gebruik om de metgezellen van de Doctor te rouleren, zodat de Doctor zelf het enige blijvende personage bleef. In de seizoensfinale, waarbij Spooner werd opgevolgd door Donald Tosh, werd het element geïntroduceerd van een historische setting waarin de Doctor het alsnog tegen een sciencefiction-element moet opnemen, een thema dat op den duur steeds vaker zou voorkomen.
In het derde seizoen ging de productie rumoeriger. Lambert verliet het programma na Mission to the Unknown en werd opgevolgd door John Wiles. Wiles had een minder goede verhouding met de cast: het contract van O'Brien werd op onceremonieuze wijze beëindigd en Hartnell kon zo slecht met hem overweg dat Wiles hem het liefst had willen vervangen in de loop van het verhaal The Celestial Toymaker, waar de BBC echter geen toestemming voor gaf. Wiles slaagde er ook niet in het programma een meer duistere richting te geven zoals hij had gehoopt en mocht ook geen metgezel die Cockney sprak introduceren, zodat de nieuwe metgezel Dodo (Jackie Lane), na één aflevering weer op "keurig" Engels over moest gaan. Gefrustreerd met de gang van zaken nam Wiles ontslag na de productie van The Ark. Tosh volgde al snel, uit solidariteit. Beide werden respectievelijk opgevolgd door Innes Lloyd en Gary Davis. Hartnells houding op de set verbeterde echter weinig - bovendien kampte de acteur met een slechte gezondheid waardoor hij steeds meer moeite had om zijn tekst uit zijn hoofd te leren. De kijkcijfers kelderden in de loop van het seizoen ook flink. De gewoonte om elke aflevering een indivuele titel te geven verdween aan het eind van het seizoen ook, samen met Purves en Lane die op onceremonieuze wijze uit de serie geschreven werden.
Aan het begin van het vierde seizoen kreeg Lloyd alsnog toestemming om te doen wat Wiles verboden was: de hoofdrolspeler vervangen. Aan het einde van het verhaal The Tenth Planet, waarin de Doctor en zijn nieuwe metgezellen Ben en Polly (Michael Craze en Anneke Wills) voor het eerst oog in oog hadden gestaan met de Cybermen, zakte de Doctor in de TARDIS in elkaar en veranderde op geheimzinnige wijze geheel van gedaante.

### Tweede Doctor
In plaats van een andere acteur exact dezelfde rol te laten spelen, hadden Lloyd en Davis besloten om iets heel ongewoons te doen. Aangezien de Doctor van een andere planeet kwam, zou hij de mogelijkheid hebben om zijn lichaam te vernieuwen, een eigenschap die pas in 1974 regeneratie genoemd zou worden, maar ervoor zou zorgen dat het programma vele jaren door kon blijven gaan. Als opvolger voor Hartnell kozen zij de 46-jarige Patrick Troughton, die een radicaal ander uiterlijk dan Hartnell kreeg en de rol ook beduidend anders speelde. Zijn Doctor was geestiger en schelmachtiger, zij het met een even grote afkeer van onrecht. Troughtons eerste verhaal gaf de tijd om de vernieuwing te introduceren door hem een bekende tegenstander te geven in de vorm van de Daleks. Het verhaal daarop, The Highlanders, introduceerde Jamie McCrimmon (Frazer Hines) die de belangrijkste metgezel van de tweede Doctor zou worden. Tevens was het voorlopig het laatste werkelijk historische avontuur. Deze verhalen waren steeds minder frequent verschenen en duidelijk minder populair, zodat de seizoenen van Troughtons Doctor vooral een "monster van de week"-show werden. Opvallend genoeg verschenen de Daleks hierbij alleen in seizoen 4, aangezien bedenker Terry Nation hoopte een eigen Dalek-serie van de grond te krijgen. In plaats daarvan nam Troughtons Doctor het 't vaakst op tegen de Cybermen. Ook kreeg hij nieuwe terugkerende tegenstanders in de vorm van de Yeti en de Ice Warriors van Mars. De Doctor vond ook zijn eerste terugkerende bondgenoten, van wie de officier Alistair Gordon Lethbridge-Stewart, gespeeld door Nicholas Courtney, de belangrijkste was. In seizoen 5 werd Lethbridge-Stewart als kolonel geïntroduceerd in de strijd tegen de Yeti. Dat was zo'n succes dat hij in seizoen 6 terug mocht keren in de rang van brigadier aan het hoofd van de Britse tak van UNIT, de United Nations Intelligence Taskforce.
Tegen seizoen 6 besloot Troughton dat hij het wel genoeg vond. Hines had al in de loop van het seizoen willen stoppen, maar liet zich overhalen om tegelijk met Troughton te eindigen, evenals Wende Padbury, die sinds eind seizoen 5 de rol van metgezel Zoe speelde. In het laatste verhaal, het tiendelige The War Games, werd onthuld dat de Doctor afkomstig was van een volk genaamd de Time Lords en dat hij zijn TARDIS uit pure verveling gestolen had. Het verhaal eindigde ermee dat de Doctor voor straf in ballingschap naar de Aarde gestuurd zou worden, waarbij hij tevens gedwongen zou worden tot een nieuwe gedaanteverandering, die op geheimzinnige wijze buiten beeld bleef.
Veel afleveringen uit de jaren '60 werden in de loop van de jaren '70 in de BBC-archieven gewist. Seizoenen 1, 2 en 6 bleven relatief gespaard, maar van seizoen 4 is geen enkel verhaal compleet gebleven. Wel bleven van alle afleveringen geluidsbanden bewaard, evenals zogeheten tele-snaps (foto's gemaakt op de set tijdens de opnames) of screenshots, zodat reconstructies van de afleveringen nog wel konden worden gemaakt. Op den duur doken er van een aantal afleveringen kopieën op in het buitenland. Ook liet de BBC vanaf begin 21e eeuw afleveringen reconstrueren in animatievorm.

### Derde Doctor
Hoewel de kijkcijfers onder Troughton hersteld waren, waren ze in de loop van seizoen 6 weer langzaam gaan dalen. Tegelijkertijd zou de BBC op kleur overgaan en werd de productie van Doctor Who duur geacht vanwege de grote hoeveelheid wisselende sets en kostuums. Producent Peter Bryant en diens opvolger Derrick Sherwin, die eerst scriptredacteur was geweest, kwamen hierop met het voorstel om de avonturen van de Doctor voorlopig tot de Aarde in het heden, of eigenlijk de nabije toekomst, te beperken. UNIT, geïntroduceerd in het zesde seizoen als wereldwijde dienst die optreedt tegen ongewone gevaren zoals buitenaardse invasies, leek hier ideaal voor. De nieuwe Doctor, gespeeld door Jon Pertwee, zou dus permanent op Aarde werken met brigadier Lethbridge-Stewart, waarbij hij het vaak aan de stok kreeg met buitenaardse invasies, gestoorde geleerden en radicale samenzweringen. Daarnaast werden vaak thema's behandeld als milieu, antikapitalisme en bureaucratie. Met uitzondering van het eerste verhaal zou Barry Letts gedurende deze jaren de producent zijn, met Terrance Dicks als scriptredacteur. Het aantal afleveringen ging flink omlaag, maar 25 of 26 per seizoen, waarbij het aantal afleveringen per verhaal op den duur ook stabiliseerde naar 4 of 6. In plaats van een metgezel in de TARDIS kreeg de Doctor een assistente bij UNIT in de persoon van Liz Shaw (Caroline John), die aan het begin van seizoen 8 met stille trom vertrokken bleek en werd vervangen door Jo Grant (Katy Manning).
Datzelfde seizoen introduceerden Letts en Dicks ook een nieuwe aartsvijand voor de Doctor in de persoon van de Master, een boosaardige Time Lord gespeeld door Roger Delgado. Ook werd de Doctor voor het eerst op een missie gestuurd door de Time Lords; Letts en Dicks waren er niet dol op om de Doctor volledig op Aarde vast te houden en trachtten dit format langzaam af te bouwen. In seizoen 9 (1972) verschenen de Daleks ook weer voor het eerst sinds 1967, nadat Nations ambities op niets waren uitgedraaid. Het ballingschap van de Doctor werd opgeheven in 1973, nadat in het verhaal The Three Doctors Pertwees Doctor met behulp van zijn vorige twee incarnaties de Time Lords van de ondergang redde. De hereniging van de drie hoofdrolspelers was ter gelegenheid van het 10-jarig bestaan van de show bedacht, hoewel Hartnells slechte gezondheid hem dwong slechts op een scherm tegen de andere personages te spreken, zodat het avontuur vooral gedeeld werd tussen Pertwee en Troughton. Hierna zwierf de Doctor weer vrijelijk door tijd en ruimte, waarbij UNIT als een soort thuisbasis diende.
Seizoen 10 was tevens het laatste seizoen waarin Delgado als de Master verscheen. De acteur kwam op ongelukkige wijze aan zijn einde toen hij bij opnames in Turkije verongelukte. Dit was een grote klap voor Pertwee, die goed bevriend was met Delgado. Tegelijkertijd was Katy Manning aan het eind van seizoen 10 ook vertrokken en zouden Letts en Dicks na seizoen 11 ook stoppen, wat voor Pertwee genoeg reden was om de rol achter zich te laten. Met vijf seizoenen was hij langer aangebleven dan zijn voorgangers, hoewel hij minder afleveringen had gehad.

### Vierde Doctor
Voor Pertwees opvolger dacht Letts aanvankelijk aan een oudere acteur. De vaste cast werd hier zelfs op aangepast door naast journaliste Sarah Jane Smith (Elisabeth Sladen), die al in seizoen 11 geïntroduceerd was, luitenant Harry Sullivan (Ian Marter) aan de TARDIS toe te voegen. Ironisch genoeg ging men uiteindelijk voor een veel jongere acteur in de persoon van de 40-jarige Tom Baker, zodat Harry's rol wat overbodig werd en hij aan het begin van seizoen 13 al op zou stappen. Baker zat op het moment dat hij gecast werd al een tijd zonder acteerwerk, maar zou uitgroeien tot wellicht de meest populaire versie van de Doctor. Met zeven seizoenen op zijn naam brak hij zowel het record in jaren dat hij de rol op televisie speelde als in het aantal verhalen en afleveringen. De meeste verhalen kregen nu vier afleveringen, met hooguit één zesdelig verhaal per seizoen, wat meer naar wens was van de nieuwe scriptredacteur Robert Holmes, die in de jaren '60 en '70 al meerdere keren voor het programma geschreven had. Letts produceerde nog het eerste verhaal, om vervolgens het stokje over te geven aan Philip Hinchcliffe. Onder leiding van Holmes en Hinchcliffe werd de stijl van de verhalen sterk beïnvloed door Gothic horror, zoals van Hammer Film Productions. De populariteit van het programma werd hierbij hoger dan ooit en haalde nu voor het eerst ook Nederland. In 1975 en 1976 zond de TROS gedeelten van seizoenen 12 en 13 uit. De uitzendingen werden echter gestopt na negatieve reacties van ouders: hun kinderen werden bang van de in de serie veel voorkomende buitenaardse wezens. Ook in het Verenigd Koninkrijk was er wel degelijk kritiek op de monsters en het geweld.
Vaste tegenstanders van de Doctor waren in deze populaire periode opvallend weinig aanwezig. Alleen in seizoen 12 ontmoette de Doctor de Cybermen, die in Pertwees tijd zelfs volledig afwezig waren geweest. Terry Nation schreef hetzelfde seizoen Genesis of the Daleks, waarin de schepping van de Doctors aartsvijanden door de boosaardige geleerde Davros werd getoond. UNIT speelde in seizoen 12 en 13 nog regelmatig een rol, maar de rol van de brigadier en andere vaste officieren werd afgebouwd. Vanaf seizoen 14 verscheen de organisatie lange tijd niet meer in de show. Elisabeth Sladen vertrok halverwege het seizoen ook, waarop op verzoek van Baker een verhaal zonder metgezel werd uitgeprobeerd. Dit verhaal, The Deadly Assassin, introduceerde speelde geheel op de Doctors thuisplaneet Gallifrey and introduceerde daarmee erg veel zaken uit de samenleving en geschiedenis van de Time Lords, met name het gegeven dat Time Lords maximaal twaalf keer konden regenereren. Het was ook het eerste optreden van de Master sinds de dood van Roger Delgado, nu in radicaal andere vorm gespeeld door Peter Pratt. Tot zijn teleurstelling kreeg Baker na dit verhaal alsnog een nieuwe metgezel in de vorm van krijgsvrouw Leela, gespeeld door Louise Jameson. De verhouding tussen de twee acteurs was aanvankelijk dan ook wat gespannen, al verbeterde dit nadat Jameson Baker hierop aansprak.
Na seizoen 14 werd Hinchcliffe vervangen als producent door Graham Williams. Op verzoek van de BBC ging Williams in samenwerking met Holmes en zijn opvolger Anthony Read, voor een lichtere, meer familievriendelijke toon. Tekenend voor deze toon was de introductie van het Robot-hondje K-9 dat de Doctor en Leela in seizoen 15 vergezelde. In tegenstelling tot Hinchcliffe hield Williams zich ook meer aan het budget, wat eind jaren '70 nog een hele kunst was toen het Verenigd Koninkrijk met flinke inflatie kampte. Intussen was Star Wars in de bioscoop verschenen, waarnaast Doctor Who er erg goedkoop uitzag. Williams concludeerde dat Doctor Who het meer van het verhaal moest hebben en kwam op het idee om voor seizoen 16 een doorlopende verhaallijn te maken, waarin de Doctor elk verhaal een onderdeel van de Sleutel des Tijds zou zoeken. Leela was tegen die tijd al op Gallifrey achtergebleven en de Doctor had nu voor het eerst een soortgenoot als metgezel in de persoon van Time Lady Romana, gespeeld door Mary Tamm. Het seizoen bevatte tevens een verhaal van de hand van Douglas Adams. In het volgende seizoen, dat weer uit losse verhalen stond, nam Adams het over als scriptredacteur. Het gedeeltelijk door hem geschreven City of Death was het eerste verhaal waarvoor in het buitenland werd opgenomen, om precies te zijn in Parijs. Het behaalde, mede dankzij een staking bij concurrent ITV, de hoogste kijkcijfers tot dan toe. Ironisch genoeg werd de zesdelige finale van het seizoen, Shada, niet uitgezonden nadat gelijksoortige stakingen bij de BBC de opnames stillegden. Pas in 2017 werd er een voltooide versie uitgebracht waarin de ontbrekende scènes middels animatie waren afgemaakt. Hierdoor eindigde het seizoen met 20 afleveringen in januari 1980 en bevatte het als eerste alleen vierdelige verhalen.
Nadat Williams besloot zijn heil elders te zaken, werd op zijn aanbeveling de producentenrol overgenomen door John Nathan Turner, die eind jaren '60 als productieassistent begonnen was bij het programma en zo langzaam de ladder opgeklommen was. Hij en de nieuwe scriptredacteur Christopher H. Bidmead deelden de mening dat Doctor Who door het verschraalde budget en een overdaad aan humor iets te veel in een parodie van zichzelf veranderd was. Het programma ging onder hun leiding op de schop met een meer serieuze toon, een nieuw logo en voor het eerst een radicaal ander arrangement voor de intro. De Doctor zelf kreeg ook een volledig nieuw kostuum. Voor Tom Baker was het seizoen geen prettige productie. Hij kampte met gezondheidsproblemen en kon zich niet vinden in alle vernieuwingen, terwijl zijn persoonlijke relatie met Lalla Ward, die de rol van Romana in seizoen 17 had overgenomen, door zwaar weer ging en hij ook moeilijk overweg kon met zijn nieuwe metgezellen. Uiteindelijk besloot Baker dat het nu echt tijd was om te vertrekken. Na afscheid te hebben genomen van Romana en K-9 kreeg de Doctor enkele nieuwe confrontaties met de Master, ditmaal gespeeld door Geoffrey Beevers en vervolgens door Anthony Ainley, die de rol de rest van de jaren 80 zou blijven spelen. Baker verklaarde later de rol misschien wat te lang gespeeld te hebben.
Vijfde Doctor
Opnieuw op zoek naar een zeer ander gezicht castte John Nathan Turner ditmaal een opvallend jong gezicht: de destijds 29-jarige Peter Davison, die op dat moment al bekendheid genoot van zijn rol in de serie All Creatures Great and Small. In contrast met Baker speelde Davison een opvallend menselijke Doctor, vrij serieus en kwetsbaar, waarbij sommige verhalen zelfs tragisch afliepen. Het was niet zonder reden om een al bekende acteur te casten, want de kijkcijfers waren in seizoen 18 enorm teruggelopen. Een andere zet om dit probleem aan te pakken was de verplaatsing van de uitzendingen. Na 18 jaar op zaterdagavond te zijn uitgezonden, werd het 19e seizoen tweemaal doordeweeks uitgezonden. In plaats van een zesdelig verhaal telde elk seizoen nu een tweedelig en verder vierdelige verhalen. Bidmead was tegen die tijd gestopt als redacteur en vervangen door Antony Root, die uiteindelijk op zijn beurt het veld zou ruimen voor Eric Saward. Ook seizoen 19 en 20 werden gedeeltelijk in Nederland uitgezonden door de TROS.
Net als Hartnell and Troughton was bij Davison de TARDIS vrij vol, want hij had aanvankelijk drie metgezellen, overgenomen van zijn voorganger. Eén van hen, Adric Matthew Waterhouse, kwam in de loop van het seizoen tragisch aan zijn einde, wat nog bijna nooit gebeurd was. Dit gebeurde in Earthshock, het verhaal dat voor het eerst sinds 1975 de Cybermen weer opvoerde. De terugkeer van de Master was immers ook een succes gebleken: de schurk viel de Doctor weer veelvuldig lastig, vaak onverwacht opduikend in vermomming, wat voor de kijkers vakkundig verborgen werd door Ainley met een valse naam te vermelden in de aftiteling. In het 20e seizoen werden er echter pas echt veel oude figuren teruggehaald. Het twintigjarig bestaan van het programma stond immers voor de deur. Naast het reguliere seizoen, dat in het voorjaar werd uitgezonden, verscheen er een 90 minuten durende jubileumspecial op 25 november 1983, getiteld The Five Doctors, geschreven door oudgediende Terrance Dicks. Naast een veelheid aan oude tegenstanders en metgezellen zouden alle vijf de versies van de Doctor erin verschijnen, waarbij de Eerste Doctor gespeeld werd door Richard Hurndall, aangezien William Hartnell al in 1975 overleden was. Tom Baker besloot echter af te zien van deelname, zodat de Vierde Doctor en Romana alleen verschenen in een scène uit het onvoltooide Shada.
Op advies van Patrick Troughton besloot Davison het bij drie seizoenen te laten. Nadat al zijn metgezellen één voor één waren afgevallen, beleefde de Vijfde Doctor nog één avontuur met zijn nieuwe metgezel Peri (Nicola Bryant), waarin hij zichzelf uiteindelijk moet opofferen om haar leven te redden. Davison zei later dat hij hier pas werkelijk het gevoel kreeg dat hij de rol onder de knie had.
Zesde Doctor
Davisons opvolger was echter al gecast, zelfs zonder auditie. John Nathan Turner stond er namelijk op dat Colin Baker de rol zou krijgen. Baker, op dat moment vooral bekend van schurkenrollen, had in 1983 een gastrol in het programma gehad als een meedogenloze Time Lord. Hiermee was hij de eerste hoofdrolspeler in het programma die al eerder een andere rol erin had gespeeld. Tegen de gewoonte in vond zijn eerste avontuur niet aan het begin van het nieuwe seizoen plaats, maar als laatste verhaal van seizoen 21. Opnieuw was de nieuwe Doctor een flink contrast met zijn voorganger. Collin Bakers Doctor is aanvankelijk een erg onsympathieke figuur, die bovendien na zijn regeneratie ernstige stemmingswisselingen heeft en Peri zelfs naar de keel vliegt. Ook erg opvallend was de keuze om hem een clowneske, kleurrijke jas te geven, waar Baker zelf niet erg dol op was.
Seizoen 22 werd er opnieuw op zaterdagavond uitgezonden, maar nu in uitzendingen van drie kwartier. In seizoen 21 was het oorspronkelijk voor vier delen bedoelde Resurrection of the Daleks al als twee lange afleveringen uitgezonden in verband met de uitzending van de Olympische Winterspelen 1984. Nu bestond heel het seizoen uit 13 afleveringen. De Daleks, Cybermen en de Master passeerden allemaal opnieuw de revu en er vond zelfs opnieuw een verhaal met meerdere Doctors plaats toen Patrick Troughton en Frazer Hines terugkeerden voor The Two Doctors. Het seizoen kreeg echter ook veel kritiek. Onder Sawards redactie was de toon van Doctor Who al in seizoen 21 vrij grimmig en gewelddadig geworden. Deze kritiek zwol nu aan, samen met het gebrek aan sympathie voor de Zesde Doctor en zijn metgezel Peri.
Doctor Who kwam nu voor het eerst sinds begin jaren 70 in de problemen. Michael Grade, het nieuwe hoofd van BBC One, droeg het programma geen warm hart toe en had tegelijkertijd opdracht om te bezuinigen, zodat het erop leek dat de serie geschrapt zou worden. De publieke opinie reageerde hier echter zo heftig op, dat de beslissing nog even werd uitgesteld. Wel werd de uitzending van seizoen 23 naar het najaar verplaatst, met de uitleg dat dit tijd zou geven om te heroriënteren. Turner begreep dat het menens was en alle plannen voor het seizoen werden omgegooid. De geplande verhalen gingen niet door en werden vervangen door het veertiendelige The Trial of a Time Lord, waarin de Doctor terechtstaat en zijn leven aan een zijden draadje hangt - in feite een allegorie voor de staat van het programma. Hoewel het geheel als één verhaal werd gepresenteerd betrof het in feite een raamvertelling waar verschillende schrijvers aan gewerkt hadden. Achter de schermen verliep de productie niet soepel. Robert Holmes, die de eerste vier en laatste twee afleveringen voor zijn rekening nam, overleed vrij abrupt alvorens hij de slotaflevering had kunnen voltooien, zodat Eric Saward zich hierover ontfermde. Saward en Turner werden het echter niet eens over het slot, waarop Saward ontslag nam en zijn toestemming voor het gebruik van zijn script introk. Hierop moest het schrijversechtpaar Pip en Jane Baker de aflevering volledig herschrijven. Saward gaf later aan dat hij het nooit eens was geweest met de beslissing om Collin Baker te casten.
Het seizoen, dat slechts 14 afleveringen telde, trok beduidend minder kijkers. Desondanks was er wel aan de wensen van Grade voldaan, waarop deze groen licht gaf om de serie voorlopig door te laten gaan. Grade stond er echter op dat er een nieuwe Doctor gecast zou worden en gaf Turner de ondankbare taak om dit aan Baker mee te delen. Hoewel Baker de optie kreeg om nog een laatste verhaal als opening van seizoen 24 te doen, weigerde de acteur dit.
De Zevende Doctor
Hoewel John Nathan Turner beloofd was dat hij een nieuw programma toegewezen zou krijgen, werd er geen opvolger voor hem gevonden en bleef hij noodgedwongen aan als producent van Doctor Who. Wel kreeg het programma een nieuwe scriptredacteur in de persoon van de nog vrij jonge Andrew Cartmel. Na enig zoeken werd de op dat moment nog vrij onbekende Sylvester McCoy voor de rol gekozen. McCoy speelde in de opening van zijn eerste aflevering, met een pruik op, ook heel even de regenerende Zesde Doctor, aangezien Collin Baker dit weigerde. Aanvankelijk speelde Baker een ietwat clowneske Doctor. Naarmate Cartmel in seizoen 25 en 26 meer invloed op de scripts kreeg, werd de Zevende Doctor echter een meer duistere, manipulatieve figuur, die zijn tegenstanders altijd een stap voor blijkt en zijn medestanders soms als pionnen gebruikt.
Hoewel de kritieken tijdens seizoen 25 en 26 duidelijk verbeterden, werden de kijkcijfers er niet beter op. Het programma werd nu weer doordeweeks uitgezonden, rond dezelfde tijd als Coronation Street, een kijkcijferkanon waar Doctor Who in deze tijd niet meer tegenop kon. Reden voor Grades opvolgers om de productie van seizoen 27 op te schorten. In het besef dat het programma nu wel eens ten einde kon zijn, werd de laatste aflevering van het seizoen beëindigd met een droef doch hoopvol monoloog van de Doctor terwijl hij en zijn metgezel Ace opnieuw met de TARDIS vertrekken.
Pogingen tot herstart
Hoewel het programma volgens de BBC niet officieel was stopgezet, bleef een bericht over nieuwe plannen vervolgens ook uit. Het plan om voor het 30-jarige bestaan van de show een speelfilm uit te brengen, getiteld The Dark Dimension, ging ook niet door. In plaats daarvan verscheen er een korte special voor Children in Need, waarvoor alle nog levende Doctors en een hoop metgezellen terugkeerden. De erg goedkope productie was niet populair bij fans.
Het idee om van Doctor Who een Brits-Amerikaanse co-productie te maken viel in de smaak bij Philip Segal, een Brit die in de Verenigde Staten woonde en achtereenvolgens werkte voor Columbia Pictures en Amblin Entertainment. Columbia zag geen heil in Doctor Who, maar Amblin toonde wel een interesse. De serie zou een reboot worden, waarin de Doctor en de Master broers waren en de Doctor door het heelal zwerft op zoek naar zijn vader, opdat hij zijn recht op de heerschappij van Gallifrey kan opeisen. Deze versie kwam echter ook niet van de grond, waarna Segal met zijn plannen voor een nieuwe serie naar Universal Studios overstapte. Daar kreeg hij voor elkaar dat hij voor Fox Network een televisiefilm mocht produceren, die als pilotaflevering voor een nieuwe serie kon dienen, mits er genoeg kijkcijfers waren.
Als liefhebber van de oude serie stond Segal op een bepaalde mate van continuïteit. Sylvester McCoy zou aan het begin van de film de Doctor opnieuw spelen en dan regeneren naar een nieuwe acteur, die ook Brits moest zijn. Segals eerste keus viel op Paul McGann, al was de acteur als jonge vader aanvankelijk huiverig om helemaal in Noord-Amerika te gaan werken. De film werd namelijk in Vancouver opgenomen. De rest van de cast was Amerikaans of Canadees, waarbij de Master werd gespeeld door Eric Roberts. Het enige dat van het eerdere concept voor de reboot behouden bleef was het gegeven dat de Doctor half mens zou zijn - een element dat in de klassieke serie nooit voorgekomen was en in latere verhalen ook werd genegeerd.
Hoewel de film, uitgezonden in mei 1996, veel kijkers trok in het Verenigd Koninkrijk, vielen de kijkcijfers in de Verenigde Staten te veel tegen om de nieuwe serie groen licht te geven. Hierop moesten de fans het dus opnieuw doen met spinoff-media: boeken, strips en audio-verhalen. Zelfs het 40-jarig jubileum in 2004 zou geen nieuw televisiemateriaal opleveren. Wel kondigde de BBC dat jaar een webcast in animatievorm aan getiteld Scream of the Shalka. Hierin werd de stem van de Doctor ingesproken door Richard E. Grant en die van de Master door Derek Jacobi. Deze nieuwe versie van de Doctor werd door de makers van het verhaal de officiële Negende Doctor genoemd. Dit was echter maar een kort leven beschoren, nadat in september 2003 de productie van een nieuwe live-action serie werd aangekondigd.

## Rolverdeling
Het belangrijkste personage in Doctor Who is de Doctor, een Time Lord van de planeet Gallifrey die met de TARDIS door tijd en ruimte reist. Zijn taak is om het universum en de aarde te redden van gevaarlijke wezens als Daleks en Cybermen. Tijdens de Laatste Grote Tijdoorlog (The Last Great Time War) gingen zowel de Daleks als de Time Lords ten onder. De Doctor heeft een metgezel (Engels: companion). In plaats van te overlijden, regenereert hij. De rol van Doctor is door de jaren heen gespeeld door:
- William Hartnell (1963-1966, 1973)
- Richard Hurndall (1983)
- Patrick Troughton (1966-1969, 1973, 1983, 1985)
- Jon Pertwee (1970-1974, 1983)
- Tom Baker (1974-1980)
- Peter Davison (1980-1984)
- Colin Baker (1984-1986)
- Sylvester McCoy (1987-1989, 1996)
- Paul McGann (1996, 2013)
- Christopher Eccleston (2005)
- David Tennant (2005-2010, 2013, 2023)
- Matt Smith (2010-2013)
- John Hurt (2013)
- Peter Capaldi (2013-2017)
- David Bradley (2017)
- Jodie Whittaker (2017-2022)
- Ncuti Gatwa (2023-heden)

In de speciale aflevering voor de twintigste verjaardag van Doctor Who (1983) speelde Richard Hurndall de Eerste Doctor (oorspronkelijk gespeeld door William Hartnell). In 2013 werd acteur John Hurt ook aangekondigd als een incarnatie van de Doctor. Hij speelde een versie die tussen de Achtste en Negende Doctor bestond en zichzelf niet de Doctor noemde. Hij was de versie die in de Laatste Grote Tijdoorlog vocht. Daarom wordt hij The War Doctor genoemd.
In de kerstaflevering van 2017 speelde David Bradley de Eerste Doctor.
De 13de Doctor, gespeeld door Jodie Whittaker, is de eerste vrouwelijke incarnatie van de Doctor.
David Tennant werd na de aflevering The power of the Doctor aangekondigd als de acteur die de 14de Doctor zal spelen.
In 2022 werd aangekondigd dat de 15de Doctor gespeeld zal worden door Ncuti Gatwa.

## Muziek
Ron Grainer componeerde de melodie van het openingsmuziekje van Doctor Who, die vervolgens door Delia Derbyshire werd bewerkt en gemixt. Deze muziek werd in juni 1988 een Britse nummer één-hit als Doctorin' the Tardis, een combinatie met het liedje Rock and Roll (Part Two) van Gary Glitter.

## TARDIS
De Doctor beweegt zich voort in tijd en ruimte in de TARDIS (een acroniem voor Time And Relative Dimension In Space, tijd en relatieve dimensie in de ruimte). Dit 'voertuig' – dat van binnen groter is dan van buiten – had oorspronkelijk de eigenschap zich aan te passen aan de omgeving waarin het zich bevond. Echter, nog voor de aanvang van de serie, in 1963, is het bij een bezoek aan Londen 'blijven steken' in de vorm van een politiehokje. Zo'n blauwe telefooncel waarin men de politie kon bellen, was tot de jaren 70 veel te zien in de straten van het Verenigd Koninkrijk. Brian Hodgson maakte het geluid van de TARDIS door met zijn moeders huissleutel over een pianosnaar te schrapen.

## De nieuwe serie

### Onder Russel T. Davies: de Negende en Tiende Doctor.
Nadat er 16 jaar lang geen nieuwe afleveringen van de serie gemaakt waren, zond BBC One op 26 maart 2005 de eerste aflevering in een nieuwe reeks uit. Deze werd geproduceerd en geredigeerd door de showrunner Russel T. Davies en opgenomen bij BBC Wales in Cardiff. Anders dan de oorspronkelijke "serials" werd de nieuwe serie opgenomen in reeksen van 13 afleveringen, als losse verhalen of dubbele afleveringen. Om nieuwe kijkers niet te verwarren, werden de seizoenen ook opnieuw geteld. Wel introduceerde Davies een overkoepelend element per seizoen, dat hintte op een element dat in de seizoensfinale vaak pas onthuld werd op climactische wijze. Historische figuren, die sinds de tijd van William Hartnell amper in de serie waren verschenen, kwamen nu ook weer vaker voor, ofschoon de verhalen nog altijd sciencefiction waren, waarin de Doctor vaak ontdekt dat de historische periode verstoord wordt door tijdreizigers en/of ruimtewezens.
Voor de nieuwe serie was Christopher Eccleston als de Doctor aangetrokken, met Billie Piper als zijn metgezel Rose. Ook hier veranderde Davies de oorspronkelijke dynamiek: waar romances in de TARDIS vroeger strict uit den boze waren geweest, kwam het nu regelmatig voor dat een metgezel verliefd op de Doctor werd of andersom, ofschoon een werkelijke relatie hen nooit gegund was. Een nog veel belangrijker element was de onthulling dat Gallifrey ten onder was gegaan in een grote oorlog. Pas in de loop van de eerste reeks afleveringen werd duidelijk dat dit een oorlog met de Daleks was en dat de Doctor zelf beide partijen de genadestoot gegeven had. De Doctor was nu de laatste ter Timelords, terwijl overlevende Daleks regelmatig opdoken om hun ras voort te zetten.
Het nieuwe format sloeg aan, maar al kort nadat de uitzendingen begonnen waren, lekte het nieuws uit dat Eccleston het maar bij één seizoen zou houden. Pas jaren later gaf de acteur toe dat hij zich niet kon vinden in hoe het er op de set aan toe ging en hij niet meer met Russel T. Davies wilde werken. Ecclestons opvolger was vrij snel gevonden in de persoon van David Tennant. Tennant moest in allerijl aan de bak, want de BBC bestelde in 2005 een kerstspecial van de show, wat een jaarlijks element zou worden voor de komende tijd.
Met Tennant in de hoofdrol werd de toon en stijl van de eerste serie voortgezet. Klassieke tegen- en medestanders van de Doctor werden langzaamaan geherintroduceerd. Na de Daleks in de eerste reeks volgden de Cybermen in de tweede reeks, de Master in de derde en de Sontarans en Davros in de vierde. Ook ging UNIT op den duur weer een grotere rol spelen, zij het zonder vaste figuren. Tegelijkertijd werden er ook nieuwe rassen geïntroduceerd, zoals de neushoornachtige Judoon en de Weeping Angels, engelachtige monsters die verstenen wanneer iemand naar ze kijkt.
Piper verliet de serie na twee reeksen, waarna de Doctor in de kerstspecials eenmalige metgezellen kreeg en een nieuwe vaste metgezel per reeks. De metgezel van reeks 4, Donna Noble (Catherine Tate), was oorspronkelijk een eenmalige metgezel in de kerstspecial van 2006, om dus in 2008 vaste metgezel te worden. Intussen waren er ook spin-offs van Doctor Who gestart - een poging in 1981 getiteld K-9 and company was niet van de grond gekomen. Nu verscheen de serie Torchwood op BBC3, gericht op een puur volwassen publiek, en een jeugdserie getiteld The Sarah Jane Adventures op CBBC. In de climax van reeks 4 bundelden de Doctor en Donna hun krachten met de hoofdpersonen van deze spin-offs, samen met alle voorafgaande metgezellen van de Tiende Doctor.
Na reeks 4 besloot Rusell T. Davies, die ook de spin-offs overzag, een stap terug te doen en te stoppen als showrunner van Doctor Who. Na enige bedenktijd besloot Tennant, ondanks zijn overweldigende succes in de rol, ook te stoppen. In de loop van 2009 verschenen er alleen een paar specials, om te eindigen met een tweedelige special op Eerste Kerstdag en op nieuwjaarsdag 2010, waarin de Doctor voor het eerst weer oog in oog stond met de Timelords zelf.

### Onder Steven Moffat: de Elfde en Twaalfde Doctor.
Davies had zijn opvolger gevonden in Steven Moffat, die onder zijn redactie al enkele zeer succesvolle verhalen had geschreven. Als elfde in de reeks nam acteur Matt Smith de rol in 2010 over. Smith was met 26 jaar meteen de jongste acteur die de Doctor mocht spelen. Ironisch genoeg speelde hij de rol als een oude man in een jong lichaam.
Moffat borduurde voort op de serie onder Davies, maar veranderde ook een aantal zaken. Enerzijds was er meer humor, maar anderzijds ook een hoop ingewikkelde plotlijnen rondom de paradoxen die het tijdreizen met zich meebrengen. Ook waren de doorlopende verhaallijnen van de Elfde Doctor minder seizoensgebonden, zodat ze vaak in elkaar doorwerkten. De eerste metgezellen van de Elfde Doctor, Amy Pond (Karen Gillan) en haar verloofde, later echtgenoot Rory Williams (Arthur Darvill) bleven tweeënhalve reeks met de Doctor reizen, terwijl de Doctor ook vrij regelmatig ontmoetingen had met de geheimzinnige River Song (Alex Kingston) die al in de laatste reeks van David Tennant was geïntroduceerd als een vrouw die de Doctor al jaren kent, maar die hem onbekend is omdat hun ontmoetingen niet chronologisch plaatsvinden. Verder werden er nog steeds klassieke monsters teruggebracht, zoals de Silurians in reeks 5, de Ice Warriors en de Great Intelligence in reeks 7. Een nieuwe aartsvijand was de Church of Silence, die erop gebrand is de Doctor te vermoorden. Vanaf reeks 7 kreeg UNIT opnieuw een rol en een vast hoofd in de persoon van Kate Stewart (Jemma Redgrave) de dochter van wijlen de brigadier.
Vanaf reeks 6 (2011) veranderde ook het uitzendschema. In plaats van alle dertien afleveringen in het voorjaar uit te zenden, zond de BBC nu 7 afleveringen uit in het voorjaar en de overige 6 vanaf eind augustus. Het jaar daarop werd reeks 7 ook in tweeën gesplitst, waarbij de eerste vijf afleveringen in het najaar van 2012 werden uitgezonden, waarin Amy en Rory uitgeleide werden gedaan. Vervolgens volgde er de jaarlijkse kerstspecial en werden de overige 7 afleveringen in het voorjaar van 2013 uitgezonden. Dat was het jaar waarin Matt Smiths contract afliep, maar ook het jaar waarin het programma zijn gouden jubileum vierde. Smith bleef aan voor de jubileumspecial die op 23 november 2013 in première ging - niet enkel op televisie, maar ook in de bioscoop, in wel 94 landen. Ook David Tennant keerde met plezier terug als de Tiende Doctor. Christopher Eccleston daarentegen wees de kans op een terugkeer af, waarop Moffat een incarnatie tussen de Achtste en Negende Doctor introduceerde als de versie die Gallifrey vernietigd had, gespeeld door John Hurt. Paul McGann keerde zelfs even terug voor een mini-aflevering waarin te zien was hoe de Achtste Doctor renegeerde naar deze War Doctor. Verder hadden de Achtste Doctor en alle andere enkel cameo's in de special, gemaakt met behulp van archiefmateriaal en een stemimitator. De grote onthulling was dat de War Doctor Gallifrey niet vernietigd blijkt te hebben, maar met behulp van al zijn andere incarnaties heeft verborgen. Op deze special volgde een kerstspecial waarin de verhaallijnen van Smiths afgelopen reeksen bijeenkwamen. Hierin blijkt de Doctor aan het einde van zijn regeneratiecyclus te zijn (de Tiende Doctor regeneerde tweemaal, wat het totaal met de War Doctor op twaalf regeneraties bracht), waarop de Timelords hem echter een nieuwe cyclus geven en de Doctor opnieuw regenereert.
Op 4 augustus 2013 werd bekendgemaakt dat Peter Capaldi Smith zou opvolgen als de Twaalfde Doctor. Hij maakte zijn (korte) debuut met een cameo in de jubileumspecial, waarna hij de hoofdrol op zich nam in serie 8 op 23 augustus 2014. Met zijn 55 jaar was hij de eerste vijfitger die in de rol debuteerde sinds Jon Pertwee. Capaldi's Doctor werd twee seizoenen lang vergezeld door Clara Oswald (Jenna Coleman), die Smith vanaf reeks 7b al bijgestaan had. Een andere mijlpaal was de introductie van Michelle Gomez als Missy, de eerste vrouwelijke incarnatie van de Master, waarmee voor het eerst duidelijk werd dat Timelords ook van geslacht konden veranderen. Op het einde van reeks 9 kwam Clara tragisch aan haar einde en vond de Doctor eindelijk Gallifrey terug, om er vervolgens voor de zoveelste keer met de TARDIS van weg te vluchten. In de kerstspecial van datzelfde jaar, 2015, kwam River Song ook nog eenmaal voor en werd haar verhaal afgerond.
Met deze laatste aflevering voor zijn creatie had Moffat gehoopt afscheid te nemen als showrunner. Een opvolger bleek echter niet meteen voorhanden. Het programma kreeg geen nieuwe reeks in 2016, maar enkel een kerstspecial. In plaats daarvan verscheen er op BBC3 een nieuwe spin-off getiteld Class, die echter maar een kort leven van acht afleveringen beschoren was. Om de serie niet in 2017 ook van de buis te laten blijven, besloot Moffat nog één serie te doen. In de kerstspecial van 2017 ontmoette de Twaalfde Doctor de Eerste Doctor, nu gespeeld door David Bradley, die in 2013 al William Hartnell zelf gespeeld had in een docudrama. Daarna regenereerde de Twaalfde Doctor alsnog.

### Onder Chris Chibnall: de Dertiende Doctor
Steven Moffats opvolger, Chris Chibnall, had een hoop verhalen geschreven voor Torchwood en ook een aantal voor de Tiende en Elfde Doctor. Hoewel hij aanvankelijk aarzelde, nam hij de taak uiteindelijk op zich en voerde een aantal vernieuwingen door. De belangrijkste hiervan was de introductie van de eerste vrouw in de hoofdrol, namelijk Jodie Whittaker. Het idee voor een vrouwelijke Doctor was al in de jaren '80 geopperd, maar nooit eerder serieus gebeurd. Het deed dan ook het nodige stof opwaaien. Chibnall bracht ook meer educatieve verhalen met historische figuren terug, hoewel dit nog altijd sciencefictionverhalen bleven. Daarnaast besloot Chibnall een hele reeks - die nu nog slechts 10 afleveringen telden - geen oude tegenstanders ten tonele te brengen. Pas in de eerste special daarna verscheen er weer een Dalek. Dit was ook geen kerstspecial. In plaats daarvan werden onder Chibnall specials gemaakt voor nieuwjaarsdag. Pas in de tweede reeks onder Chibnall verschenen er meer oude tegenstanders zoals de Judoon, de Cybermen en de Master, nu gespeeld door Sacha Dhawan. Tegelijkertijd was het seizoen alsnog vrij controversieel, met name vanwege de finale waarin werd onthuld dat de Doctor van oorsprong geen Timelord was maar een wezen van onbekende oorsprong met oneindige regeneraties, waarna de Timelords de eigenschap van de Doctor overnamen.
De tussenpozen tussen de reeksen waren in Chibnalls tijd ook groter. In 2019 verscheen er geen nieuwe reeks, maar enkel een nieuwjaarsspecial. Wel werden er beduidend meer opnames in het buitenland gedaan, zoals Zuid-Afrika voor reeks 11 en Spanje voor reeks 12. Voor reeks 13 was dit niet mogelijk vanwege de coronapandemie, die zelfs de opnames in het thuisland bemoeilijkte. Daarom was besloten de reeks tot 8 afleveringen te beperken. Dit werden er echter zes toen Jodie Whittaker en Chris Chibnall hun vertrek aankondigden. Beiden waren begonnen met het plan na drie reeksen te stoppen. Na een zesdelige reeks, de eerste met één doorlopend verhaal sinds 1986, verschenen er in 2022 opnieuw enkele specials om de Dertiende Doctor uitgeleide te doen. De laatste hiervan verscheen in oktober dat jaar, ter gelegenheid van het honderdjarig bestaan van de BBC. In een anderhalf uur durende special nam de Doctor het op tegen de Daleks, de Master en de Cybermen tegelijk, om te eindigen met een uiterst verrassende regeneratie.

### Opnieuw onder Davies: Veertiende en Vijftiende Doctor
Na het vertrek van Chibnall werd het onzeker wie het van hem over zou nemen als showrunner. Uiteindelijk verklaarde Russel T. Davies zich bereid om dit weer op zich te nemen. De productie ging tegelijkertijd over naar Bad Wolf. De BBC had voor 2023 ook een distributiedeal gesloten met The Walt Disney Company. Met de komst van Disney+ als nieuwe distributeur voor het wereldwĳde publiek buiten het Verenigd Koninkrĳk en Ierland, is de telling van de seizoenen vanaf 2023 opnieuw begonnen. Doctor Who kent anno 2025 respectievelĳk 26 seizoenreeksen (1963-1996), 13 seriereeksen (2005-2022) en 2 seizoenreeksen (2023-heden). Ook de BBC gebruikt deze telling.
Als opvolger van Whittaker was de Rwandees-Schotse acteur Ncuti Gatwa aangekondigd. Tot ieders verrassing regeneerde de Dertiende Doctor echter naar een incarnatie die vrijwel identiek leek aan de Tiende Doctor. Voor 2023 verschenen er namelijk drie specials voor het zestigjarig bestaan van de show, waarin David Tennant opnieuw de rol van de Doctor speelde en ook Donna Noble terugkeerde. Gatwa speelde dus niet de Veertiende maar de Vijftiende Doctor, die op het einde van de specials debuteerde en daarna de hoofdrol werd in de kerstspecial van 2023, een gebruik waar Davies naar terugkeerde. Voor de reeksen van Gatwa, die nu nog maar acht afleveringen kregen, liet Davies Daleks, Cybermen en andere vaste monsters achterwege. In plaats daarvan herintroduceerde hij eenmalige tegenstanders uit de klassieke tijd. Wel kreeg UNIT, nog steeds onder Kate, een grotere rol en een meer vaste cast. Een nieuw element dat Davies introduceerde was het element van het bovennatuurlijke, dat hiervoor doorgaans was afgedaan als onmogelijk.
Gatwa draaide twee seizoenen als de Doctor, die ver in het voren werden opgenomen. In de laatste aflevering van zijn tweede seizoen, regenereerde de Vijftiende Doctor, voor de verandering zonder dat dit van te voren bekendgemaakt was. In de laatste secondes van de aflevering lijkt de Doctor het uiterlijk te krijgen van Rose, gespeeld door Billie Piper.

### Uitzending in Nederland en België
In Nederland werden de afleveringen van de nieuwe serie enkel in het begin uitgezonden op het openbare net. De VARA vertoonde in Nederland de eerste en tweede nieuwe reeks in 2006 en 2007 op Nederland 2 en Nederland 3. In België zond de VRT enkel de eerste nieuwe reeks uit op één. De digitale zender Acht en zijn opvolger CAZ zenden wel de afleveringen met de Elfde en de Twaalfde Doctor uit.
Serie 1 (2005) tot en met Serie 10 (2017) zĳn  beschikbaar op de streamingdienst Amazon Prime Video. En op Disney+ zĳn de specials en de afleveringen vanaf 2023 te bekĳken. Dit betreft uit 2023 drie van de vier specials van het zestig-jarig bestaan van de serie met de Veertiende Doctor en de kerstspecial met de Vĳftiende Doctor, en seizoen 1 en 2 volgens de nieuwe telling.

## De Doctors

### De Negende Doctor
De Negende Doctor werd gespeeld door Christopher Eccleston. De Doctor droeg een simpele outfit met een leren jas en donkere kleren. Hĳ kwam zĳn eerste en enige metgezel Rose tegen toen zĳ achterna werd gezeten door levende mannequins.

### De Tiende Doctor
De Tiende Doctor, gespeeld door David Tennant, is geregenereerd door overtallige energie van de TARDIS.

## Metgezellen
De Doctor reist maar zelden alleen. Hij ontmoet op zijn reizen zeer veel verschillende wezens en vraagt hen af en toe of ze met hem willen meereizen. Die vraag stelt hij meestal enkel aan mensen, maar hij nam op zijn reizen al een timelady mee, Romana (Vierde Doctor) en de robothond K-9 (Vierde Doctor). De Doctor is al vaker gedwongen geweest om zijn metgezellen achter te laten, zoals Rose Tyler in de tweede serie van de nieuwe reeks. De Doctor kan er niet tegen als zijn metgezellen zijn vertrouwen schenden. Zo gooit de Negende Doctor (Adam Mitchell), een personage uit de aflevering Dalek (serie 1, 2005), uit de TARDIS nadat hij via een implantaat in zijn hoofd geprobeerd heeft om kennis naar de 21ste eeuw over te brengen.

### Metgezellen uit de oorspronkelijke serie (1963–1989)

#### Susan Foreman
Susan Foreman (gespeeld door Carole Ann Ford) is kleindochter van de Doctor. Ze reist met hem vanaf het begin, dat maakt haar dus de eerste metgezel. In The Dalek Invasion of Earth blijft Susan achter in Londen in de 22ste eeuw. Een oudere Susan ontmoette haar grootvader opnieuw in The Five Doctors, waarin ze samen met hem in de zone des doods op Gallifrey wordt geplaatst. Na afloop brengt de Eerste Doctor haar terug naar huis.

#### Ian Chesterton
Ian Chesterton (gespeeld door William Russell) is een van de eerste metgezellen van de Doctor. Ian is een scheikundeleraar die werkt op de Coal Hill School, die daar samen met geschiedenislerares Barbara Wright werkt. In An Unearthly Child, dat in 1963 plaatsvindt, is Susan Foreman een van de leerlingen daar op school. Susan is heel erg intelligent en weet veel over scheikunde en geschiedenis. Omdat Susan heel vreemd is, volgen ze haar naar haar "thuis", namelijk een oude politiecel in een vuilnisbelt. Daar ontmoeten ze de Doctor, en reizen ze met hem mee. In The Chase, na twee jaar lang met de Doctor te reizen, gebruiken Ian en Barbara een Dalek-Tijdmachine om terug te keren naar Londen. In 2013 staat zijn naam nog in een lijst van het schoolbestuur van Coal Hill (Day of the Doctor). In 2022 schuift Ian op zeer hoge leeftijd aan bij een praatgroep voor ex-metgezellen van de Doctor.

#### Barbara Wright
Barbara Wright (gespeeld door Jacqueline Hill) is een van de eerste metgezellen van de Doctor. Barbara is een geschiedenislerares die werkt op de Coal Hill School, die daar samen met scheikundeleraar Ian Chesterton werkt. In An Unearthly Child, dat in 1963 plaatsvindt, is Susan Foreman een van de leerlingen daar op school. Susan is heel erg intelligent en weet veel over scheikunde en geschiedenis. Omdat Susan heel vreemd is, volgen ze haar naar haar "thuis", namelijk een oude politiecel in een vuilnisbelt. Daar ontmoeten ze de Doctor, en reizen ze met hem mee. In The Chase, na twee jaar lang met de Doctor te reizen, gebruiken Ian en Barbara een Dalek-Tijdmachine om terug te keren naar Londen.

#### Vicki
Vicki (gespeeld door Maureen O'Brien) is een metgezel van de Eerste Doctor. Ze komt voor het eerst voor in The Rescue. Vicki is een overlevende van een ruimteschip dat is neergestort in de 25ste eeuw. In The Myth Makers wordt Vicki verliefd op een soldaat van het oude Troje en kiest ervoor om bij hem te blijven.

#### Steven Taylor
Steven Taylor (gespeeld door Peter Purves) is een metgezel van de Eerste Doctor. Hij komt voor het eerst voor in The Chase, waar hij twee jaar daarvoor met zijn schip is neergestort op de planeet van de Mechanoids. Steven overleefde samen met de Doctor de Val van Troje, strijd met de Daleks en hun superwapen de tijdsdestructor, waarbij al hun bondgenoten tot zijn afschuw het leven lieten. Toen hij en de Doctor daarna vlak voor de Bartholomeusnacht in Parijs landden en de Doctor weigerde in te grijpen, ontstond er bijna een breuk tussen Steven en de Doctor, maar uiteindelijk bleef hij toch bij de Doctor. In The Savages blijft Steven achter om de bevolking op de planeet in kwestie te helpen leiden.

#### Katarina
Katarina (gespeeld door Adrienne Hill) is slechts korte tijd een metgezel van de Eerste Doctor. Ze was een dienstmeisje van Cassandra in het Oude Troje en komt voor het eerst voor in The Myth Makers. In The Daleks' Masterplan wordt Katarina gevangengenomen door de misdadiger Kirksen. Ze opent de luchtsluis waar zij en haar gijzelnemer in zitten, wat tot hun dood leidt.

#### Sara Kingdom
Sara Kingdom (gespeeld door Jean Marsh) komt alleen voor in The Daleks' Masterplan. Ze wordt soms meegeteld als een metgezel van de Eerste Doctor, en soms niet omdat ze maar in één verhaal zit. Dat ze als metgezel meegeteld kan worden is omdat ze halverwege het verhaal met de Doctor en Steven een Tardis reis maakt in de kerstaflevering The feast of Steven, waarna het tweede gedeelte van the Daleks Masterplan begint. Sara sterft als ze tegen de raad van de Doctor in niet de TARDIS in vlucht wanneer hij met de tijdsdestructor van de Daleks is achtergebleven. Terwijl Steven veilig in de TARDIS zit, verouderen de Doctor en Sara door het wapen in versneld tempo. De Doctor, met zijn langere levensspanne, overleeft nog net tot Steven hem te hulp schiet en erin slaagt de effecten van de tijdsdestructor om te keren. Tegen die tijd is Sara echter al gestorven en tot stof vergaan.

#### Dodo Chaplet
Dodo Chaplet (gespeeld door Jackie Lane) is een metgezel van de Eerste Doctor. Ze komt voor het eerst voor aan het eind van The Massacre of St Bartholomew's Eve. Zeer waarschijnlijk is ze een afstammeling van Anne Chaplet, die de Doctor en Steven in Parijs van 1572 hadden ontmoet aan de vooravond van de Bartholomeusnacht. Dodo blijft tweede helft van seizoen 3 meereizen met de TARDIS. In The War Machines besluit Dodo achter te blijven in Londen, in het jaar 1966.

#### Polly
Polly (gespeeld door Anneke Wills) is een metgezel van de Eerste en Tweede Doctor. Ze is de secretaresse van Professor Brett, de uitvinder van de WOTAN-computer. Zij, samen met Ben Jackson, verschijnen voor het eerst in The War Machines. Op het einde hiervan stappen zij en Ben de TARDIS binnen, net wanneer deze vertrekt. Tijdens hun reizen met de Doctor zijn ze getuigen van de eerste regeneratie. In The Faceless Ones landt de TARDIS weer in Londen 1966, een dag voor hun oorspronkelijke vertrek, waarop Polly en Ben besluiten daar te blijven.

#### Ben Jackson
Ben Jackson (gespeeld door Michael Craze) was een metgezel van de eerste en tweede Doctor. Hij, samen met Polly, kwamen voor het eerst voor in The War Machines. Ben is een zeeman bij de marine die Polly en Dodo tegen het lijf lopen in een uitgaansgelegenheid, waar Ben er nogal beteuterd bijzit omdat hij voorlopig in de kazerne moet werken. Na het bestrijden van de WOTAN-computer stappen hij en Polly de TARDIS binnen en gaan zo op reis met de Eerste Doctor. Als die in de Tweede Doctor verandert, is Ben aanvankelijk een stuk achterdochtiger dan Polly, die meteen gelooft dat dit een nieuwe versie van de Doctor is. In The Faceless Ones keren ze terug naar Londen in 1966 en besluiten daar te blijven.

#### Jamie McCrimmon
Jamie McCrimmon (gespeeld door Frazer Hines) was een metgezel van de Tweede Doctor. Jamie kwam van Schotland in de 18de eeuw. Jamie kwam voor het eerst voor in The Highlanders, waar hij de Doctor, Ben en Polly ontmoet na de Slag bij Culloden in 1746, als doedelzakspeler van een Jakobitische clan. Ondanks de sterke chemie tussen de Doctor en Jamie komt het even bijna tot een breuk in Evil of the Daleks, omdat Jamie zich gemanipuleerd voelt door de Doctor. Toch blijft hij van alle metgezellen het langst bij de Tweede Doctor. Bij het einde van The War Games, verwijderen de Time Lords Jamies en Zoes herinneringen en sturen allebei terug naar hun oorspronkelijke tijden en plaatsen. Jamie kwam later terug in het verhaal The Two Doctors in 1985, samen met de tweede Doctor, waarin zij zeggen op missie voor de Time Lords te zijn, wat niet geheel consequent lijkt met het einde van The War Games.

#### Victoria Waterfield
Victoria Waterfield (gespeeld door Deborah Watling) was een metgezel van de Tweede Doctor. Zij kwam van Engeland tijdens de Victoriaanse Tijd in 1866 en is de dochter van wetenschapper Edward Waterfield (gespeeld door John Bailey). Ze kwam voor het eerst voor in The Evil of the Daleks waarin de Daleks haar gijzelen om haar vader te dwingen voor hen te werken. Uiteindelijk wordt haar vader gedood door de Daleks, maar slagen de Doctor en Jamie erin Victoria te redden, waarna ze meegaat op reis in de TARDIS. In Fury from the Deep verlaat Victoria de Doctor en Jamie en blijft bij een familie genaamd Harris in de 20ste eeuw achter.

#### Zoe Heriot
Zoe Heriot (gespeeld door Wendy Padbury) was een metgezel van de tweede Doctor. Ze kwam voor het eerst voor in The Wheel in Space, op een ruimtestation in de 21ste eeuw waar ze als jong, wiskundig genie werkt. Aan het eind van The War Games verwijderen de Time Lords Zoes en Jamies geheugen en sturen ze allebei naar hun eigen tijd en plaats terug.

#### Brigadier Lethbridge-Stewart
Kolonel, later Brigadier, Sir Alistair Gordon Lethbridge-Stewart (gespeeld door Nicholas Courtney), was de commandant van de Britse afdeling van UNIT (United Nations Intelligence Taskforce). Als kolonel ontmoette hij de Tweede Doctor voor het eerst toen tijdens de strijd met The Great Intelligence (en diens Yeti) in The web of fear, maar vergezelde de Doctor vervolgens niet in de TARDIS. In The Invasion blijken er intussen enkele jaren voorbij: Lethbridge-Stewart is bevorderd tot brigadier (brigadegeneraal) en is hoofd geworden van de Britse afdeling van UNIT.
Hij kwam later de Doctor opnieuw tegen in Spearhead From Space, maar herkende hem niet doordat deze was geregenereerd en nu de Derde Doctor was geworden. Aan het eind van dat verhaal weet hij zeker dat het inderdaad dezelfde Doctor is, die als banneling op Aarde voorlopig voor UNIT ging werken. Omdat de TARDIS niet werkte, beleefde de Derde Doctor zijn meeste avonturen aanvankelijk met UNIT. Regelmatig waren de Doctor en de Brigadier het niet eens, omdat de Doctor soms lak had aan protocollen of formaliteit, terwijl de Brigadier liever alles netjes volgens de regels deed. Tegelijkertijd gruwde de Doctor soms als de Brigadier harde maatregelen nam, zoals bij de vernietiging van een grot vol Silurians. Toch kregen de twee een groot wederzijds respect. Samen bestreden ze tal van buitenaardse invasies, kwaadaardige geleerden en bovenal de Master. Toen de Tweede Doctor door de Time Lords naar de Derde werd gezonden om een crisis op te lossen, weigerde de Brigadier aanvankelijk te geloven dat er twee Doctors tegelijk in zijn hoofdkwartier waren, tot hij dit met eigen ogen zag. Ook maakte hij bij deze crisis kennis met de Eerste Doctor. Toen hierna het ballingschap van de Doctor werd opgeheven, reisde deze weer vrij door tijd en ruimte, maar keerde nog regelmatig naar UNIT terug om de Brigadier te assisteren. Toen de Derde Doctor in het UNIT-laboratorium regenereerde naar de Vierde zei de Brigadier droogjes: "Hier gaan we weer." Ook de Vierde Doctor hielp UNIT nog meerdere keren, maar toonde hier betrekkelijk minder enthousiasme voor. Uiteindelijk keerde de Vierde Doctor niet meer naar UNIT terug.
Jaren later, in Mawdryn Undead, loopt de Vijfde Doctor de Brigadier (nu zonder snor) tegen het lijf in een kostschool. De Brigadier vertelt al vijf jaar met militair pensioen te zijn en sindsdien als wiskundedocent op de school te werken, alleen kan hij zich de Doctor aanvankelijk niet herinneren. Pas op een ruimteschip blijkt hoe dit gekomen is als de Brigadier zijn vijf jaar jongere zelf tegen het lijf loopt, die hier door de Doctors metgezellen Nyssa en Tegan aan boord gebracht is. In The Five Doctors woont de Brigadier een UNIT-reünie bij, waar de Tweede Doctor binnen komt gelopen. Samen worden ze uit hun tijdlijn geplukt en in de zone des doods op Gallifrey geplaatst. Hier ontmoet de Brigadier, na een hoop avontuur, ook de Derde, Vijfde en Eerste Doctor weer, evenals Sarah Jane Smith, Tegan en de Master. In Battlefield blijkt de Brigadier in 1989 definitief met pensioen, maar trekt hij zijn uniform toch nog een keer aan om de Doctor en UNIT te hulp te schieten. Hierna speelde Courtney de Brigadier niet meer in de tv-uitzendingen van Doctor Who, maar had nog wel een gastrol in The Sarah Jane Adventures en in verschillende spin-off media. In The wedding of River Song belt de Doctor een verpleeghuis waar de Brigadier woont in de hoop met hem op reis te gaan, maar krijgt tot zijn schrik te horen dat de Brigadier overleden is. De leiding van UNIT komt kort daarna in handen van zijn dochter Kate Stewart. In Death in haven worden alle doden tot Cybermen geconverteerd door Missy (de Master). Als één Cyberman Kate van een val uit een vliegtuig redt en Missy neerschiet, beseft de Doctor dat dit de Brigadier moet zijn.

#### Elizabeth "Liz" Shaw
Elizabeth "Liz" Shaw (gespeeld door Caroline John) was een metgezel van de Derde Doctor. Ze was een wetenschapper en een lid van UNIT. Ze kwam voor het eerst voor in Spearhead From Space, waar ze lid werd van UNIT en de Doctor had ontmoet. Omdat de TARDIS in seizoen 7 niet werkte, reisde Liz niet met de Doctor door tijd en ruimte, maar assisteerde hem vooral bij zijn werk voor UNIT. Na Inferno besloot Liz de Doctor en UNIT te verlaten, en ging weer terug naar de University of Cambridge. Hierdoor verdwijnt ze met stille trom uit beeld.

#### Jo Grant
Jo Grant (gespeeld door Katy Manning) was een metgezel van de Derde Doctor. Ze kwam voor het eerst voor in Terror of the Autons als een vervanger voor Liz. Als de Time Lords de Doctor weer op missies in de TARDIS beginnen te sturen, gaat Jo met hem mee. Als in seizoen 10 het ballingschap van de Doctor wordt opgeheven, blijft Jo ook zijn metgezel. In The Green Death wordt Jo verliefd op wetenschapper Professor Clifford Jones. Ze besluit met Jones te gaan trouwen en gaat met hem naar het Amazoneregenwoud. Ze keerde éénmalig terug in de spin-off series the Sarah-Jane adventures in de dubbele aflevering Death of the doctor, waarin ze de Elfde Doctor ontmoette. In The Power of the Doctor (2022) neemt ze deel aan de praatgroep voor ex-metgezellen.

#### Sarah Jane Smith
Sarah Jane Smith (Elisabeth Sladen) was in de oude serie de metgezel van zowel de Derde Doctor (Jon Pertwee) als de Vierde Doctor (Tom Baker). Sarah Jane (door de Vierde Doctor ook vaak Sarah genoemd) is een journaliste, die zich in The Time Warrior aan boord van de TARDIS verschanst heeft en zo per ongeluk mee op reis gaat. Uiteindelijk is Sarah Jane er samen met de Brigadier getuige van hoe de Derde Doctor regenereert en gaat ze daarna met de Vierde Doctor mee. In The Hand of Fear wordt de Vierde Doctor teruggeroepen naar Gallifrey en moet hij Sarah Jane achterlaten op Aarde, omdat mensen in die tijd niet op de planeet van de Time Lords mogen komen. In 1981 werd een poging gedaan om haar een eigen serie te geven, genoemd naar K9, K9 and company. Dit sloeg niet aan, dus het bleef bij een pilot. In The Five Doctors wordt de Sarah Jane uit begin jaren 80 weggevoerd naar Gallifrey, waar ze de Derde Doctor opnieuw ontmoet en hem op de gevaarlijke tocht door de zone des doods vergezelt.
De Doctor ziet Sarah Jane pas weer terug in zijn Tiende incarnatie, als hij een school probeert te redden van aliens en Sarah Jane hier ook onderzoek naar verricht. Sarah Jane vraagt de Doctor waarom hij nooit voor haar was teruggekomen en de Doctor zegt dat hij dacht dat ze was verdergegaan met haar leven. "Jij was mijn leven" antwoordt Sarah Jane. Aan het eind van deze aflevering gaat Sarah Jane toch haar eigen weg. Ze heeft nog een gastrol in het tweedelige verhaal The stolen earth/Journey's end en is nog te zien tussen de belangrijkste figuren uit de tiende doctors-era in het laatste kwartier van The end of time, part two als de stervende Tiende Doctor al zijn metgezellen nog éénmaal opzoekt. Ze heeft nu ook een zoon om voor te zorgen en haar avonturen hierna zijn te zien in de spin-offserie The Sarah Jane Adventures. Na het overlijden van Sladen, op 19 april 2011, werden de drie afleveringen van seizoen 5 die al waren opgenomen alsnog op de BBC uitgezonden. In The Giggle (2023) spreekt de Doctor hardop uit dat Sarah Jane overleden is.

#### Harry Sullivan
Harry Sullivan (Ian Marter) is luitenant en veldarts bij de marine, gedetacheerd aan UNIT. Hij verschijnt voor het eerst in beeld in Robot, als hij de taak heeft te zorgen voor de net geregenereerde Vierde Doctor. Als hij besluit de Doctor en Sarah Jane te blijven volgen en met hen de TARDIS binnengaat, komt hij in een hele reeks avonturen terecht. Terug op de hedendaagse Aarde in Terror of the Zygons bedankt Harry ervoor om nog eens in de TARDIS te stappen en zegt de trein naar Londen te nemen. De Doctor en Sarah Jane zagen hem nog eenmaal in The Android Invasion.

#### Leela
Leela (Louise Jameson) leeft in de verre toekomst op een jungleplaneet als krijgster van de Sevateem, een groep jager-verzamelaars. Uiteindelijk blijken de Sevateem af te stammen van de bemanning van een neergestort ruimteschip. Hoewel Leela aanvankelijk weinig van technologie en wetenschap begrijpt, leert ze hier op haar reizen met de Doctor steeds meer over. Ook is ze bereid te vechten voor haar leven en te doden. Uiteindelijk blijft Leela op Gallifrey achter om met een Time Lord te trouwen.

#### K-9
K-9 (stem van John Leeson (1977-1979, 1980-2010) en David Brierly (1979-1980)) was de robothond van de Vierde Doctor. De eerste K-9 is gebouwd door een zekere Professor Marius die hem uiteindelijk aan de Doctor cadeau geeft. Deze K-9 blijft met Leela op Gallifrey achter en wordt later hoofdfiguur in de Australische spin-off K-9. De Doctor begint na het vertrek van Leela en K-9 echter meteen aan de bouw van een nieuwe K-9, die wat mobieler is dan de vorige. Na enige tijd deel uit te maken van de 'bemanning' van de TARDIS, wordt K9 aan metgezel Romana toevertrouwd en verdwijnt K-9 samen met haar uit de serie. In 1981 ontvangt een ex-metgezel van de Doctor, Sarah Jane Smith, echter een derde K-9, in de spin-off K-9 and company. Deze K-9 heeft een cameo in The Five Doctors, waarin hij Sarah Jane probeert te waarschuwen. Pas in 2006, in de aflevering School Reunion van de nieuwe reeks van Doctor Who, verscheen deze K-9 opnieuw. De Tiende Doctor komt in die aflevering Sarah Jane tegen, die de oude, haperende K-9 nog steeds onder haar hoede blijkt te hebben. Het robotje offert zichzelf op in de climax, maar de Doctor plaatst zijn geheugen in een nieuw model. Aan het eind van de aflevering neemt Sarah Jane K-9 weer mee naar huis en zijn ze samen te zien in de spin-off 'The Sarah Jane Adventures'.

#### Romana
Romana, of eigenlijk Romanadvoratrelundar, is een vrouwelijke Time Lord die een kleine 3 seizoenen reist met de Vierde Doctor. Haar eerste incarnatie (Mary Tamm) wordt aan boord van de TARDIS gebracht door de White Guardian om de Doctor te helpen op zijn zoektocht naar de Sleutel des Tijds. De Doctor geeft haar de roepnaam Romana omdat hij haar werkelijke naam te moeilijk vindt. De verhouding tussen Romana en de Doctor is aanvankelijk wat stijfjes omdat de Doctor niet om haar aanwezigheid heeft gevraagd en de briljante Romana de Doctor minder geleerd vindt dan haarzelf. In de loop van de zoektocht groeit hun onderlinge chemie echter. Na de zoektocht regenereert Romana om onduidelijke redenen en slaagt ze er zelfs in om haar nieuwe gedaante te kiezen. De nieuwe incarnatie (Lalla Ward) draagt in feite het uiterlijk van prinses Astra, die de Doctor en Romana op hun zoektocht ontmoet hadden. De tweede Romana is beduidend losser en heeft een sterkere band met de Doctor. Ze is niet blij als ze in seizoen 18 naar Gallifrey wordt teruggeroepen. Uiteindelijk besluit ze op de grens tussen het gewone universum en de E-ruimte achter te blijven met K-9.

#### Adric
Adric (Matthew Waterhouse) is een jongen van de planeet Alzarius in de E-ruimte, die vanaf Full Circle met de Doctor reist nadat hij als verstekeling met de TARDIS is meegegaan. Adric is een wiskundig genie en weet dit zelf ook, zodat hij af en toe botst met de Doctor en diens metgezellen. Adric is de eerste metgezel die erin slaagt zelf de TARDIS te besturen. Adric gaat met de Vierde Doctor mee als de TARDIS de E-ruimte verlaat en is er getuige van als de Vierde Doctor regenereert op Aarde. Op het einde van Earthshock blijft Adric op een gesaboteerd ruimteschip dat op Aarde gaat inslaan achter, in de hoop dat zijn berekeningen dit kunnen voorkomen. Dit mislukt als een stervende Cyberman de boordcomputer kapotschiet, zodat Adric omkomt bij de inslag, die massa-extinctie tijdens de Krijt-Paleogeengrens veroorzaakt. De Doctor kan niet ingrijpen door beschadigingen aan de TARDIS en weigert dit na afloop alsnog te doen, uit angst hiermee de tijdlijn van de Aarde te verstoren. De Doctor en zijn metgezellen zien nog een projectie van Adric in Time-Flight. Als de Vijfde Doctor regenereert ziet hij een visioen van zijn oude metgezellen die hem aansporen te overleven, inclusief Adric.

#### Nyssa
Nyssa (Sarah Sutton) is afkomstig van de planeet Traken, waar ze de Vierde Doctor en Adric ontmoet in The Keeper of Traken, samen met haar vader Tremas, een van de bestuurders van de planeet. Later ontmoeten ze haar opnieuw in Logopolis als Nyssa de verdwijning van haar vader onderzoekt, niet wetende dat zijn lichaam is gestolen door de Master. Nyssa blijft noodgedwongen bij de Doctor als het plan van de Master per ongeluk een golf entropie veroorzaakt waardoor Traken vernietigd wordt. Ze is aanwezig bij de regeneratie van de Vierde Doctor naar de Vijfde en tracht na afloop zelfs de TARDIS te besturen. Nyssa verlaat de TARDIS in Terminus waarin ze achterblijft op het quarantaineschip Terminus om de zieken te helpen. Als de Vijfde Doctor regenereert ziet hij Nyssa even in een visioen.

#### Tegan Jovanka
Tegan Jovanka (Janet Fielding) is een Australische stewardess. Ze stapt per ongeluk de TARDIS binnen in Logopolis, nadat de Master haar tante vermoord heeft, en verdwaalt in de gangen van de TARDIS. Uiteindelijk wordt ze door de Doctor en Adric gevonden en is getuige als de Vierde Doctor regenereert. De Vijfde Doctor doet vervolgens meerdere mislukte pogingen om Tegan naar Heathrow te brengen, waar ze nog steeds wordt verwacht voor haar eerste werkdag. Pas een heel seizoen later, in Time-Flight slaagt dit, hoewel Tegan beseft dat ze liever bij de Doctor gebleven was. In het volgende verhaal, Ark of Infinity, blijkt ze ontslagen van haar baan en vindt in Amsterdam toevallig de Doctor en Nyssa terug, waarna ze met hen blijft reizen. In The Five Doctors vergezelt ze op Gallifrey de Eerste Doctor in de donkere toren van Rassilon. Uiteindelijk verlaat Tegan de TARDIS in Resurrection of the Daleks, gruwelend van al het geweld dat ze in dit avontuur aanschouwt heeft. Als de Vijfde Doctor regenereert ziet hij Tegan in een visioen. Bijna 40 jaar later, in The Power of the Doctor, komt Tegan weer opnieuw in contact met de Doctor als de Master haar met een miniatuur-Cyberman naar Londen lokt. Na afloop van het avontuur sluit ze zich aan bij een praatgroep voor ex-metgezellen.

#### Vislor Turlough
Vislor Turlough (Mark Strickson) wordt in Mawdryn Undead geïntroduceerd als een leerling op de kostschool waar de Brigadier is gaan werken. Het wordt al snel duidelijk dat Turlough geen gewone jongen is en de Black Guardian fluistert hem in de Vijfde Doctor te vermoorden. In ruil zal de Guardian Turlough thuisbrengen. Turlough probeert dit enkele verhalen lang, maar slaagt hier niet in omdat zijn geweten aan hem knaagt. Als Turlough in de TARDIS meegaat, zijn Tegan en Nyssa dan ook zeer wantrouwig. Uiteindelijk kiest Turlough definitief de kant van de Doctor en verwerpt de Black Guardian. Ook Turlough slaagt erin de TARDIS te besturen. In Planet of Fire blijkt dat Turlough eigenlijk als vluchteling van de planeet Trion afkomstig is en keert hij terug naar huis. De Vijfde Doctor ziet hem nog in een visioen tijdens zijn regeneratie.

#### Kamelion
Kamelion (stem van Gerald Flood) is een robot die van gedaante kan veranderen. De Master ontdekt hem op de planeet Xeriphas en brengt hem mee naar Engeland in 1215 om zich voor te doen als koning Jan zonder Land. Kamelion is namelijk gemakkelijk te beïnvloeden. Zo ontdekt de Vijfde Doctor Kamelion in The King's Demons en laat hem meegaan in de TARDIS, waar de robot daarna buiten beeld blijft. Pas in Planet of Fire verschijnt Kamelion weer en valt hij opnieuw onder invloed van de Master. Uiteindelijk smeekt Kamelion om vernietigd te worden, wat de Doctor met grote tegenzin doet. De Vijfde Doctor ziet hem in een visioen als hij regenereert. De reden dat Kamelion tussen zijn introductie en einde buiten beeld bleef, was dat er te veel problemen waren met de computergestuurde pop.

#### Peri Brown
Perpugilliam "Peri" Brown (Nicola Bryant) is een Amerikaanse studente in plantkunde, die aan boord van de TARDIS komt in Planet of Fire, nadat Turlough haar bij de Canarische Eilanden van de verdrinkingsdood redt. Na dit avontuur blijft ze als enige metgezel bij de Vijfde Doctor achter. In The Caves of Androzani raken zij en de Doctor vergiftigd; als de Doctor alleen genoeg tegengif voor Peri vindt, regenereert hij naar de Zesde Doctor. Peri's relatie met de Zesde Doctor is veel moeizamer, zeker in het begin, waarin de Doctor door zijn regeneratie last heeft van stemmingswisselingen en haar in een paranoïde bui naar de keel vliegt. In de loop van seizoen 22 wordt de verhouding iets stabieler, al zegt de Zesde Doctor op de vraag wat ze in de TARDIS doen nog wel dat ze er vooral ruziemaken. Pas in seizoen 24, Trial of a Time Lord, lijken Peri en de Doctor meer in harmonie. Peri blijft ogenschijnlijk achter op de planeet Thoros Beta, waar het brein van de alien Kiv in haar hoofd geplaatst wordt en Peri dus in feite sterft. Pas later hoort de Doctor dat Peri nog net op tijd gered is door koning Yrcanos en met hem getrouwd is.

#### Mel Bush
Mel Bush (Bonnie Langford) verschijnt voor het eerst in de raamvertelling Trial of a Time Lord, zonder uitleg hoe zij en de Doctor elkaar zullen ontmoeten. Mel is een computerexpert, maar houdt zich in de TARDIS vooral bezig met de Zesde Doctor af laten vallen, tot zijn grote afkeer. Nadat de Zesde Doctor regenereert reist Mel verder met de Zevende Doctor. In Dragonfire verlaat ze de TARDIS om mee te gaan met schelm Sabalom Glitz, in de hoop hem wat beter gedrag aan te leren. In The Power of the Doctor blijkt Mel terug op Aarde als ze deelneemt aan een praatgroep voor ex-metgezellen. Een jaar later, in The Giggle, blijkt ze inmiddels voor UNIT te werken. Ze vertelt dat Glitz op 100-jarige leeftijd is overleden, waarna ze terugkeerde naar de Aarde. Hier wordt ook onthuld dat Mel voor haar vertrek met de Doctor geen familie had. Uiteindelijk wordt ze kind aan huis bij de familie Noble.

#### Ace
Ace (Sophie Aldred), die eigenlijk Dorothy heet, is een tiener die de Zevende Doctor en Mel ontmoet als ze in Dragonfire op een ijswereld werkt als serveerster. Ace is op Aarde van school gestuurd vanwege haar geknoei met zelfgemaakte explosieven. Door een mislukt experiment in haar woning in Perivale is ze naar de ijswereld getransporteerd. De Doctor (die ze op eigenzinnige wijze "Professor" noemt) biedt aan haar thuis te brengen "via een omweg". De Doctor helpt Ace ook om haar lastige verleden onder ogen te komen. In Ghost Light neemt hij haar mee naar de 19e-eeuwse versie van een landhuis in Perivale dat Ace voor haar ontmoeting met de Doctor in brand gestoken had, om te ontdekken waarom dit huis zoveel kwaadaardigheid ademt. In The Curse of Fenric blijkt Ace een pion te zijn in het plan van de boosaardige macht Fenric, die haar in werkelijkheid naar de ijswereld gebracht had. Daarna brengt de Doctor haar terug naar Perivale in 1989. Tegen die tijd noemt Ace de TARDIS echter haar huis. Hoe ze de TARDIS verlaat wordt op televisie niet verteld, maar jaren later, in The Power of the Doctor, blijkt Ace regelmatig in contact met Tegan te staan en komt zo ook opnieuw in contact met de Doctor. Na aan het hele avontuur te hebben deelgenomen, sluit ze zich aan bij een praatgroep voor ex-metgezellen.

### Metgezellen uit de nieuwe serie (2005-)

#### Rose Tyler
serie 1 (2005), special 2005 en serie 2 (2006)
In de nieuwe serie ontmoet de negende Doctor (Christopher Eccleston) in de eerste aflevering de 19-jarige Rose Tyler (Billie Piper). Zij reist met deze Doctor door tijd en ruimte totdat de Doctor haar op een gegeven moment in de TARDIS terug naar huis stuurt om haar leven te redden en het zijne op te offeren. Als Rose terug op aarde is, kan zij dit niet verkroppen en probeert van alles om met de TARDIS terug te gaan naar de Doctor. Uiteindelijk absorbeert ze de 'Time Vortex' waardoor ze terug kan gaan, alleen de 'Time Vortex' is niet bedoeld om door mensen te worden geabsorbeerd. Nadat ze de Daleks met behulp van de 'Time Vortex' had vernietigd, kust de Doctor Rose, zodat hij de 'Time Vortex' in zich krijgt voordat het het einde van Rose zou betekenen. Niemand kan echter de 'Time Vortex' beteugelen, zelfs de Doctor niet. De Doctor heeft alleen de eigenschap dat hij niet dood kan gaan en dat hij in plaats daarvan zichzelf regenereert. In dit geval regenereerde hij zichzelf als de Tiende Doctor (David Tennant). Rose heeft eerst moeite met het vertrouwen van deze nieuwe Doctor, maar al snel komt haar vertrouwen terug. Wanneer de Doctor vraagt hoelang Rose bij hem zal blijven zegt ze "voor altijd". Rose is zeer klunzig en zorgt voor vele ergernissen bij de Doctor. Rose komt erachter dat hij een eerdere metgezel (Sarah Jane Smith) op een gegeven moment heeft achtergelaten om haar verder te laten gaan met haar leven, zonder terug te komen, en ze vraagt of hij dat bij haar ook zal doen. Hij antwoordt dat hij dat bij haar niet zal doen. Over het verloop van de twee reeksen wordt duidelijk dat de Doctor en Rose een zeer hechte band hebben. Aan het eind van de tweede reeks moet de Doctor echter toch afscheid nemen van Rose. Ze zit vast in een parallel universum en kan niet meer terugkomen. Bij hun afscheid vertelt Rose de Doctor dat ze van hem houdt. De Doctor begint met de zin "En, als het mijn laatste kans is om het te zeggen: Rose Tyler...", maar maakt deze nooit af omdat zijn tijd in het parallelle universum beperkt is. Hij verdwijnt, een gebroken Rose achterlatend. Hij zegt dat hij haar nooit meer zal kunnen zien, omdat de poorten naar andere universa voorgoed gesloten zullen zijn.
Toch komt Rose in de vierde reeks een aantal keer voorbij. Eerst staat ze bij een ongeluk te kijken en komt ze Donna tegen. Daarna zien we haar een paar keer op een TV of computerscherm 'Doctor' roepen. Aan het eind van de vierde reeks komt ze eindelijk in levenden lijve terug en ze helpt Donna. Ze wil dat Donna tegen de Doctor zegt dat het einde van het universum in zicht is. Ze wordt dan eindelijk herenigd met de Doctor in de aflevering 'The Stolen Earth'. Nadat opnieuw de Daleks zijn verslagen brengt de Doctor Rose echter terug naar haar parallelle universum. In de strijd tegen de Daleks is er namelijk een Doctorkloon ontstaan, die door aanraking van Donna menselijke eigenschappen bezit, zoals het hebben van maar één hart. Hij zal een sterfelijk leven hebben, maar met precies dezelfde eigenschappen en herinneringen als de echte Doctor. De kloon-Doctor wil zijn leven met Rose delen in het parallelle universum en als Rose de kloon-Doctor kust nadat hij toch eindelijk de zin "Rose Tyler..." had afgemaakt (de woorden die volgen fluistert de Doctor, maar uit de Doctor Who Confidential die deze aflevering volgde werd duidelijk dat hij de zin eindigde met "ik hou van je"), vertrekt de echte Doctor met de TARDIS zonder afscheid te nemen. Rose laat hij achter met zijn kloon, in een leven dat de echte Doctor nooit zal kunnen hebben.

#### Captain Jack Harkness
Captain Jack Harkness (John Barrowman) doet zich in de eerste reeks van de nieuwe serie voor als een Amerikaanse vrijwilliger in de Royal Air Force tijdens de Blitzkrieg. Daar ontmoet hij Rose en de Negende Doctor (Christopher Eccleston). We leren dat Jack een voormalige 'tijdagent' is uit de 51ste eeuw die wegging toen hij plotseling twee jaar van zijn geheugen kwijt was geraakt. Hij reist dan mee met de negende Doctor en Rose in de TARDIS. In zijn laatste aflevering in deze reeks offert hij zichzelf op bij het vechten tegen de Daleks. Rose brengt hem weer tot leven, met behulp van de Time Vortex die ze had geabsorbeerd. Het lijkt alsof de Doctor en Rose allebei niet weten dat Jack nog leeft, want ze gaan weg, Jack achterlatend op Satellite 5. Doordat Rose hem weer tot leven bracht met behulp van de Time Vortex is Jack nu onsterfelijk. Niet alleen dat: hij veroudert ook niet.
Jack keert terug in een spin-off-serie van Doctor Who: Torchwood, waarin hij tegen buitenaardse bedreigingen vecht met zijn team (en een amoureuze betrekking krijgt met een van de teamleden).
In de derde reeks van 'Doctor Who' is Jack herenigd met de Tiende Doctor (David Tennant). Hij legt uit dat hij vanaf Satellite 5 door middel van een 'vortex manipulator' terug was gegaan naar het jaar 1869, waar hij al die tijd heeft gewacht totdat hij de Doctor weer zou vinden. Nadat hij een jaar gevangen was gehouden door 'The Master' wil hij toch weer terug naar zijn Torchwood-team en zinspeelt ook nog dat hij en The Face of Boe (refererend aan zijn imago als 'pretty boy') één en dezelfde persoon zouden zijn.
In de vierde reeks komt Jack weer terug, deze keer om het universum van vernietiging te redden. En ook in 2020 zien we captain Jack Harness weer terug.

#### Martha Jones
serie 3 (2007)
Martha Jones (Freema Agyeman) is de Doctors metgezel gedurende de derde reeks. Ze is een coassistent in een ziekenhuis dat naar de maan wordt getransporteerd, waar ze de Doctor ontmoet. Ze reist met hem mee gedurende de rest van de reeks. Ze besluit aan het einde van de reeks echter dat ze toch bij haar familie wil blijven. Ze was verliefd geworden op de Doctor, alleen de Doctor had niet dezelfde gevoelens. Hij praatte in deze reeks ook vaak over Rose en het leek alsof Martha jaloers was. Toch ging Martha niet om deze reden weg. Ze vond het reizen met de Doctor geweldig, maar door haar contact met de Doctor was haar familie in gevaar gekomen en ze wilde dit in de toekomst voorkomen. Toch komt ze in de vierde reeks nog een aantal keren terug. Ze is dan een dokter en werkt op een militaire basis.
Het personage Martha Jones zien we later in de serie Torchwood terug. In reeks 2 van deze serie is zij in een aantal afleveringen te zien.
In de aflevering The End of Time part 2 leren we dat Martha met Mickey Smith (Noel Clarke) is getrouwd.

#### Donna Noble
special 2006, serie 4 (2008) en specials 2023
We zien Donna (Catherine Tate) voor het eerst aan het einde van de laatste aflevering van de tweede reeks. Nadat de Doctor afscheid heeft genomen van Rose is hij alleen in de TARDIS en probeert zijn verdriet te verwerken. Dan verschijnt er plotseling een vrouw in een trouwjurk in de TARDIS, Donna Noble. Na deze cliffhanger gaat dit verhaal verder in de kerstaflevering. Donna is er in deze derde reeks echter maar voor één aflevering, want als de Doctor vraagt of ze met hem meegaat wijst ze dit af. In de vierde reeks komt Donna terug als de vaste metgezel van de Doctor. Ze had spijt gekregen van haar afwijzing en ze probeerde de Doctor hierna altijd te vinden, door vreemde gebeurtenissen achterna te zitten waarop de Doctor misschien ook af zou komen. Nadat aan het eind van de vierde reeks de kloon-Doctor ontstaat door aanraking van Donna, heeft de kloon-Doctor niet alleen menselijke eigenschappen gekregen, maar Donna heeft nu ook de kennis van een Time Lord. Deze kennis is echter veel te veel voor een mens en ze zou eraan bezwijken. De Doctor besluit om haar geheugen te wissen en alles wat met hem te maken heeft gehad. Zij mag hier nooit meer aan herinnerd worden, want zodra ze zich ook maar iets herinnert zal ze het niet overleven. Nadat haar geheugen is gewist en de Doctor haar thuisbrengt neemt hij afscheid van haar als John Smith, maar ze herkent hem niet meer en de betekenis van dit afscheid voor de Doctor gaat aan haar voorbij.
Als Donna's herinneringen in de aflevering The End of Time toch weer bovenkomen door de vreemde gebeurtenissen en haar hoofd lijkt op te branden, leren we dat de Doctor Donna een beschermingsmechanisme heeft meegegeven. Als ze zich ook maar iets zou gaan herinneren zal ze in slaap vallen en als ze wakker wordt zullen die herinneringen weer verdwenen zijn.
De laatste keer dat de Tiende Doctor Donna ziet is op haar trouwdag. Ze trouwt met Shaun Temple. Donna ziet de Doctor niet, maar via Wilf geeft hij haar een lot voor de loterij, wat Donna en Shaun miljonairs zal maken. De Doctor heeft dit lot gekocht door terug te gaan in de tijd en een pond te lenen van Donna's overleden vader.
15 jaar later stuit de Veertiende Doctor, die qua uiterlijk en karakter zeer veel lijkt op de Tiende, opnieuw op Donna en haar gezin. Het blijkt dat Donna van het loterijgeld een huis gekocht heeft, maar de rest van het geld doneerde aan goede doelen, tot frustratie van haar man. Donna is moeder geworden van transgender-dochter Rose en blijkt een deel van haar afgesloten kennis aan haar kind te hebben doorgegeven. Hierdoor blijkt de kennis niet langer dodelijk voor Donna en kan haar geheugen worden hersteld. Vervolgens reist Donna korte tijd opnieuw met de Doctor en helpt hem en UNIT om de Toymaker te bestrijden. Na afloop trekt de Veertiende Doctor bij Donna's familie in om tot rust te komen.

#### Wilfred Mott
Wilfred Mott (Bernard Cribbins) verschijnt voor het eerst in Doctor Who in de kerstaflevering Voyage of the Damned, waar hij de Tiende Doctor kort ontmoet. De Doctor en Astrid worden naar de Aarde geteleporteerd en Wilf is een van de weinigen die zich nog op straat durft te vertonen na de gebeurtenissen met kerst van de twee voorafgaande jaren. Wanneer Donna Noble in de vierde serie de vaste metgezel van de Doctor wordt, zien we Wilf terug en leren we dat hij de opa van Donna is. Nadat de Doctor Donna's geheugen heeft gewist, neemt Wilf afscheid van de Doctor en belooft aan hem te denken als hij naar de sterren kijkt.
Wilf keert terug in de Doctor Who-kerstaflevering van 2009, The End of Time. Hij heeft nachtmerries over een man (de Master) en ontmoet een vreemde vrouw die hem adviseert om klaar te staan om de strijd aan te gaan. Wilf besluit om zijn oude revolver bij zich te gaan dragen. Wilf gaat op zoek naar de Doctor en vindt hem door middel van het inschakelen van een seniorenclub genaamd 'The Silver Cloak'. De Doctor begrijpt niet hoe Wilf hem zo makkelijk heeft kunnen vinden en vraagt zich af of iets hen nog steeds naar elkaar toetrekt. Wilf is zowel in het eerste als in het tweede deel van The End of Time de metgezel van de Doctor en is hiermee de laatste metgezel van de Tiende Doctor, voordat hij in deel 2 van The End of Time zal regenereren als de Elfde Doctor (Matt Smith). Wilf is indirect ook de oorzaak van de dood van de Tiende Doctor. Hij is uiteindelijk degene die de profetie die aan de Doctor is voorspeld laat uitkomen door vier keer te kloppen. De Doctor laat Wilf vrij uit een glazen kamer en is gedwongen om zelf Wilfs plaats in te nemen. De Doctor wordt blootgesteld aan een fatale dosis straling, wat uiteindelijk zijn elfde incarnatie tot gevolg heeft. Als de Doctor Donna en haar familie in 2023 opnieuw ontmoet, vertellen zij dat de nu 94-jarige Wilf in een verzorgingstehuis zit en door UNIT onderhouden wordt als veteraan. De Doctor stelt voor om met Donna Wilf te gaan op zoeken, maar de TARDIS raakt buiten controle als Donna koffie op het besturingspaneel knoeit. Bij terugkeer wacht Wilf, inmiddels in rolstoel, hen op, maar wordt vervolgens door UNIT in veiligheid gebracht.

#### Amy Pond
serie 5-7 (2010-2012)
Amelia "Amy" Pond (Karen Gillan) is een metgezel van de elfde incarnatie van de Doctor. In de eerste aflevering van reeks 5 (2010) landt de Doctor in de achtertuin van het huis van het zevenjarige weeskind Amy Pond. Volgens de Doctor bevindt zich een gevangenis achter een scheur in de muur. Deze conclusie volgt uit het feit dat de boodschap van een wezen achter deze scheur "Prisoner Zero is ontsnapt" luidt. De Doctor vertrekt en zegt dat hij binnen 5 minuten terug is. Twaalf jaar later komt de Doctor opnieuw aan bij Amy en verkeert in de veronderstelling dat hij slechts vijf minuten weg was geweest. Prisoner Zero is nog steeds op vrije voeten en de ruimtepolitie dreigt de aarde te verbranden. Samen met de Doctor en haar verloofde Rory weet Amy Prisoner Zero te vangen. De Doctor beweert daarna dat hij weer vijf minuten weg is. Dit keer blijft hij voor de ogen van Amy twee jaar weg en uiteindelijk besluit ze met hem mee te reizen. Vanaf de zesde aflevering reist Amy's verloofde Rory ook mee met de Doctor. Tijdens die aflevering neemt hij ze mee naar Venetië in 1580. Daar komen ze vampierachtige wezens tegen. In de zevende aflevering bevinden de Doctor, Amy en Rory zich in een droomwereld. Aan het einde van de negende aflevering wordt Rory gedood en door een scheur in de tijd gezogen en kan Amy zich niets meer van hem herinneren. Tijdens de laatste twee afleveringen van seizoen 5, blijkt dat Amy's leven sinds haar ouders in een scheur in de tijd werden opgeslokt, één grote alternatieve tijdlijn was, en haar ouders en Rory leven weer.
In de eerste aflevering van de zesde serie (2011), blijkt dat Amy zwanger is. In de tweede aflevering blijkt het echter vals alarm. De Doctor heeft hier zo zijn twijfels over en scant Amy stiekem op zwangerschap. De scanner raakt er echter niet uit. In de zesde aflevering van deze reeks werd duidelijk dat de Amy die vanaf de tweede aflevering met de Doctor heeft rondgereisd, slechts een kloon was van de echte Amy. De echte Amy is gevangengenomen door de mysterieuze Madame Kovarian en ze is zelfs reeds klaar om te bevallen. Na de bevalling zal haar kind (Melody Pond) nog voor veel opschudding zorgen in de verdere plotlijn van de serie.
In het midden van serie zeven (2012) komt Rory vast te zitten in het New York van 1930. Amy en de Doctor kunnen moeilijk in de stad raken, want deze wordt beschermd door Weeping Angels. Uiteindelijk weten ze, met de hulp van River Song, Rory te redden en terug te komen in het heden. Op het laatste moment wordt Rory echter toch weer door de Angels teruggestuurd naar 1930. Door de gebeurtenissen in de aflevering kan de Doctor nooit meer terug naar New York, dus kan hij Amy ook niet terug brengen om Rory te redden. Uiteindelijk besluit Amy, tegen de zin van de Doctor in, zich alleen terug te laten sturen naar 1930 zodat ze samen met Rory oud kan worden. Dit betekent dat ze de Doctor, die ze al meer dan 10 jaar kent, nooit meer kan zien.
Nadat Amy terug wordt gestuurd zien de Doctor en River Song de grafsteen van Amy en Rory. Amy overleed op 87-jarige leeftijd. Ook schrijft Amy een brief voor de Doctor die ze vanuit 1930 naar hem toe stuurt via de epiloog van een boek. Hierin schrijft ze dat ze gelukkig is met Rory maar dat ze de Doctor, haar beste vriend, wel mist. Ook schrijft ze dat hij niet alleen moet reizen.
Na het verlies van Amy en Rory raakt de Doctor depressief en weigert hij mensen te helpen. Dit verandert wanneer hij Clara Oswin Oswald ontmoet.
Toen de elfde Doctor 300 jaar later reïncarneerde dacht hij aan de jonge Amy. Zij was het eerste gezicht dat deze Doctor zag en was dus een van de belangrijkste personen in zijn elfde leven. Net voordat hij veranderde beeldde hij zich ook de volwassen Amy in, die de trappen van de TARDIS afkwam en afscheid nam van hem.

#### Rory Williams
serie 6 & 7, (2011-2012)
Rory Arthur Williams (Arthur Darvill) is getrouwd met Amy Pond, al maakt hij zich wat zorgen over de relatie tussen de Doctor en Amy. Na terug in de tijd gestuurd te worden door een Weeping Angel samen met Amy sterft hij op 82-jarige leeftijd.

#### River Song
De sporadisch opduikende doctor River Song (Alex Kingston) is een archeologe die de Doctor voor het eerst ontmoette in de vierde serie. Haar ware identiteit blijft voor iedereen een groot mysterie. Haar tijdlijn en die van de Doctor lopen namelijk in tegenovergestelde richting. Wat wel zeker is, is dat ergens in de toekomst van de Doctor River een heel belangrijke rol gaat spelen. River Song beschikt namelijk zelf over een sonische schroevendraaier, kan perfect de TARDIS besturen en kent zelfs als enige de echte naam van de Doctor. Omdat de Doctor en River elkaar steeds in de verkeerde volgorde ontmoeten heeft River een dagboek waarin ze haar ontmoetingen met hem heeft uitgeschreven. Zo weet ze welke avonturen de Doctor reeds met haar heeft meegemaakt en over welke avonturen ze beter kan zwijgen (omdat de Doctor zijn eigen toekomst liever niet kent). Wat River niet verborgen kan houden is haar opsluiting in (en haar regelmatige ontsnappingen uit) de Stormcage-gevangenis. Ze zit hier (naar eigen zeggen) opgesloten, omdat ze een heel goede man heeft vermoord.
In de zesde serie (2011) raken de mysteries rond River Song geleidelijk aan opgelost. Zo wordt in de zevende aflevering bekend dat River de dochter is van Amy Pond en Rory Williams, die beiden metgezel zijn van de Doctor. River Song werd tijdens de huwelijksnacht van Amy en Rory in de TARDIS verwekt, waardoor haar DNA mutaties vertoont. Zij bezit naast menselijk DNA ook DNA van een Time Lord.
Het is nog niet bekend wie door River vermoord zal worden, wanneer zij voor het eerst de Doctor ontmoet en hoe dicht ze aanleunt bij de definitie van een Time Lord. Verder blijkt ook dat ze als pasgeborene is ontvoerd door de eenogige en kwaadaardige Madame Kovarian, die van haar een wapen wil maken in de strijd tegen de Doctor.
Amy noemt haar dochter Melody Pond naar haar vroegere schoolvriendin Melody. In de zevende aflevering werd ze door de Doctor River Song genoemd.
In de aflevering Let's Kill Hitler wordt duidelijk dat River Song de Doctor heeft vermoord, maar uiteindelijk redt ze hem door al haar toekomstige reïncarnaties als een Time Lady op te geven.
Ondanks haar opvoeding en opleiding om de Doctor te vermoorden is er toch iets fout gegaan en wordt River verliefd op de Doctor. Ze trouwt zelfs met hem, ook al is het wel in een "fout" in de tijd waarin de tijd stilstaat en alles tegelijk gebeurt. Uiteindelijk wordt de tijd hersteld en herinnert niemand zich iets, behalve Rory, Amy en River.
In aflevering 13 van seizoen 9 nemen de doctor en Song afscheid bij de zingende torens. Er was al voorspeld dat dit hun laatste ontmoeting zou zijn en het dagboek van Song was bijna vol.

#### Clara Oswald
serie 7-9 (2013-2015)
In het zevende seizoen van de show is Clara (gespeeld door Jenna-Louise Coleman) geïntroduceerd als een companion van de elfde Doctor. Clara was anders dan haar voorganger Amy Pond (Karen Gillan), waardoor het publiek een andere kant van de Doctor kon zien. Haar rol in het verhaal van de serie was bedoeld om de Doctor weer nieuwsgierigheid in het universum te geven.
In de loop van 2012 en 2013, is Clara aan het publiek gepresenteerd als drie afzonderlijke, maar gelijknamige, personen (incarnaties). De eerste twee incarnaties sterven elk tijdens de aflevering waarin ze verschenen; De derde wordt een companion van de Doctor. In het tweede deel van het zevende seizoen probeert de Doctor het mysterie rond Clara's identiteit bloot te leggen.
Oswin Oswald wordt geïntroduceerd in de eerste aflevering van de zevende reeks, Asylum of the Daleks. Zij is de enige overlevende van het Starship Alaska, dat crashte op een gevangenisplaneet voor krankzinnige Daleks. De Doctor is van plan om haar te redden, maar ontdekt dat ze is omgebouwd tot een Dalek, en is opgesloten in een fantasiewereld van haar eigen voortbestaan. Oswin assisteert de Doctor en zijn reisgenoten heelhuids te ontsnappen van de planeet, maar wel ten koste van haar eigen leven.
Clara wordt geïntroduceerd in de kerstspecial The Snowmen van 2012, nadat de Docter zijn vorige twee companions is verloren. Clara is een barvrouw en een gouvernante die wordt uitgenodigd de nieuwste metgezel van de Doctor te worden, nadat hij haar redt van een aanval door sneeuwpoppen die door de kwaadaardige Great Intelligence tot leven zijn gebracht. Clara valt dood, kort nadat de Doctor haar de TARDIS heeft laten zien en haar grafsteen onthult haar volledige naam: Clara Oswin Oswald. De Doctor realiseert zich dat ze dezelfde vrouw is als Oswin uit de Asylum of the Daleks, en geïntrigeerd door een vrouw die tweemaal leefde en stierf in verschillende periodes van de geschiedenis, begint hij te zoeken in de tijd naar een andere Clara. De kerstaflevering eindigt met een hedendaagse jonge vrouw wandelend over de begraafplaats en stopt voor Clara Oswin Oswalds graf.
De 21ste-eeuwse Clara ontmoet de Doctor in het hedendaagse Londen in The Bells of Saint John, en hij neemt haar mee als metgezel om het mysterie op te lossen van het onmogelijke meisje (The Impossible Girl). The Rings of Akhaten verkent Clara's achtergrondverhaal als de Doctor zoekt naar aanwijzingen voor het mysterie van haar identiteit, maar na het onderzoeken van haar ouders en haar jeugd is hij verbaasd om niets buitengewoons te ontdekken. De aflevering onthult dat ze haar moeder had verloren als tiener. In Hide reist de Doctor niet vanwege een geest naar het spookhuis, maar voor het medium dat daar verblijft om haar over Clara enkele vragen te stellen. Het medium bevestigt dat Clara een gewoon meisje is. In Hide en Journey to the Centre of the TARDIS blijkt dat de TARDIS niet van Clara houdt. In de laatste aflevering, in een afgewende tijdlijn, confronteert de Doctor Clara met de twee eerdere versies van haar die hij heeft ontmoet, maar ze weet niet waar hij het over heeft. Het mysterie rond Clara wordt opgelost in The Name of the Doctor, wanneer ze haar bestaan in de tijd opoffert, om zo de schade die de Great Intelligence heeft gedaan aan de tijdstroom van de Doctor, ongedaan te maken. Als gevolg hiervan zijn incarnaties van haar verspreid over de geschiedenis van de Doctor. Ze is hierdoor te zien met oudere incarnaties van de Doctor en redt zijn leven op talloze manieren (voor het grootste deel ongemerkt) en ze zorgt er zelfs voor dat de eerste Doctor (William Hartnell) de juiste TARDIS kiest op zijn thuisplaneet, voorafgaand aan de eerste aflevering van de show in 1963. Vermoedelijk houdt de TARDIS hierdoor niet van Clara, een lopende grap in de serie. Verloren in de tijdstroom van de Doctor, wordt ze uiteindelijk gered en weer terug tot leven gebracht door de Elfde Doctor.

#### Bill Potts
serie 10 (2013)
Bill (gespeeld door Pearl Mackie) is de nieuwe metgezel in seizoen 10 van de serie. Ze werkte in de kantine van de universiteit waar de twaalfde Doctor docent was en een kluis beschermde. Ze wordt verliefd op een andere vrouw die later wordt veranderd in 'The Pilot'. Omdat deze beloofd had niet weg te lopen van Bill voor ze veranderd werd, blijft The Pilot Bill achtervolgen tot de Doctor tussenbeide komt. Voor de rest van het seizoen reizen de Doctor en Bill deeltijds samen. In de elfde aflevering van seizoen 10 (World Enough And Time) wordt Bill neergeschoten en getransporteerd naar de andere kant van het schip waar ze op zijn geland. Doordat het schip om een zwart gat draait, gaat de tijd voor haar veel sneller. Ze wordt gedeeltelijk geconverteerd in een Cyberman en werkt gedurende tien jaar voor Mr. Razor in een ziekenhuis dat mensen in Cybermen converteert. Voor de doctor zijn slechts 10 minuten voorbij gegaan als hij Bill bereikt. Wanneer hij aankomt is Bill een paar uur eerder volledig geconverteerd. Door haar tijd in de wereld van 'the truth monks' heeft ze een sterke wilskracht en kan ze de software van de Cybermen tegenhouden en zichzelf blijven. Mr. Razor blijkt al die tijd The Master John Simm te zijn. Missy en The Master nemen The Doctor gevangen. Nadat ze worden aangevallen door Cybermen proberen Missy en The Master, de Doctor achter te laten. Bill voorkomt dit als cyberman en gaat mee naar een hogere verdieping in een schip, waar de tijd al trager gaat. Samen met de Doctor evacueert ze de etage en wanneer de Cybermen hen komen converteren blaast de doctor de verdieping op. Wanneer ze het lichaam van de Doctor vindt begint ze te huilen en roept door haar tranen The Pilot op die haar terug naar haar menselijke vorm brengt. Nadat ze kussen en de Doctor terug naar de Tardis brengen, stappen ze uit de Tardis en gaan samen door tijd en ruimte reizen.
In de kerstaflevering ‘Twice upon a Time’ zien we Bill voor de laatste keer aan het werk. De twaalfde en eerste Doctor ontmoeten elkaar en willen beiden niet regenereren. Plots duikt Bill opnieuw op. Achteraf blijkt dat dit niet de echte Bill Pots is, maar dat de Doctor Bill ziet als herinneringen. Op het einde van de aflevering zorgt ze ervoor dat de Doctor zich Clara weer herinnert. Hij neemt afscheid van (de herinneringen van) Bill, Nardole en Clara. Hij stapt in de Tardis en regenereert in de dertiende doctor: Jodie Whittaker. Na de regeneratie valt de nieuwe vrouwelijke doctor uit de Tardis.

#### Yaz, Graham en Ryan
Het elfde seizoen start wanneer Ryan op een afgelegen plaats verschillende lichten ziet. Na het aanraken van deze lichten komt er een paarse steen te staan op deze plaats. Ryan weet niet wat hij moet doen en belt de politie. Politieagente Yaz wordt opgeroepen om dit te gaan bekijken. Eenmaal aangekomen denkt ze eerst dat dit een flauwe grap is. Wanneer Ryan haar laat voelen aan deze ijskoude steen gelooft ze dat er wat meer aan de hand is. Grace, de grootmoeder van Ryan, is samen met haar vriend Graham onderweg met de trein wanneer deze na een inslag plots tot stilstand komt. Op de trein vliegt een soort 'elektrische kluwen' rond. Net voor het mis dreigt te gaan valt de Doctor door het dak van de trein naar binnen.
Samen met Yaz, Graham en Ryan besluit ze te onderzoeken wat er gaande is. De doctor heeft niets meer nadat ze uit de Tardis gevallen is. Ze besluit om zelf een nieuwe sonic screwdriver te maken. Het wezen uit de paarse steen blijkt Tim Shaw te zijn, een Stenza Warrior. Hij heeft de opdracht gekregen om een mens te vangen en mee te nemen naar zijn planeet als trofee. Wanneer de doctor hier achter komt laat ze Tim Shaw weten dat ze er alles aan zal doen om te voorkomen dat hij een mens ontvoert. De doctor slaagt uiteindelijk in haar opzet en stuurt Tim Shaw terug. Tijdens het gevecht valt Grace van een grote hoogte en overlijdt.
De doctor is Yaz, Graham en Ryan dankbaar voor hun hulp. Als laatste gunst vraagt ze om mee te helpen een teleporter te maken. Ze wil zo haar Tardis terug vinden. Wanneer de teleporter wordt geactiveerd, teleporteert deze niet enkel de doctor maar ook Yaz, Graham en Ryan. Ze belanden op een planeet met twee andere personen. Deze twee personen zijn de laatst overgebleven deelnemers van een race. Om de race te winnen moeten ze als eerste het Ghost Monument zien te vinden; dit blijkt de Tardis te zijn.
In de laatste aflevering van het seizoen ontmoet de doctor opnieuw Tim Shaw. Hij probeert volledige werelden te stelen met behulp van de Ux. Opnieuw kunnen de Doctor, Yaz, Graham en Ryan zijn opzet verhinderen. Graham en Ryan laten Tim Shaw achter in een van zijn eigen cellen. In de nieuwjaarsspecial graven archeologen een deel van een Dalek op. Jaren geleden werd de Dalek verslagen en in drie stukken begraven op verschillende plaatsen in de wereld. Door het opgegraven stuk onder een UV-lamp te plaatsen weet de Dalek zich opnieuw te vormen. De Dalek neemt bezit van het lichaam van een van de archeologen. Hij wil per se de Dalek-vloot bereiken om de aarde te veroveren. Daarom gaat hij naar het Hoofdkwartier Regeringscommunicatie. De Doctor, Yaz, Graham, Ryan en Aaron, de vader van Ryan, slagen erin de Dalek te verslaan. Hierbij neemt de Dalek bezit van het lichaam van Aaron. De doctor moet de Dalek naar Skaro en de vloot brengen zodat Aaron het kan overleven. De Doctor verrast de Dalek echter, waarbij deze een supernova ingetrokken wordt. Ryan redt hierbij op het laatste moment zijn vader Aaron. Tijdens de invasie van de Daleks tracht de Doctor Kate Steward van UNIT te bereiken. Wanneer ze haar opbelt, komt ze terecht bij de UK nationale hulplijn. Die vertellen haar dat alle operaties van UNIT opgeschort zijn wegens financiële geschillen tussen het Verenigd Koninkrijk en andere grote internationale partners.

#### Dan Lewis
Dan (gespeeld door John Bishop) is geboren en woont in het district Anfield van Liverpool. Hij supportert voor Liverpool FC. Hij doet vrijwilligerswerk bij een plaatselijke voedselbank, maar weigert zelf soep mee naar huis te nemen als hem dat wordt aangeboden, hoewel hij thuis geen eten heeft. Hij neemt regelmatig groepen mee rond het Museum van Liverpool in een onofficiële hoedanigheid, tegen de wensen van de museumdirectie in. Vijftien jaar geleden was hij verloofd, maar zijn verloofde blies de bruiloft twee dagen voor het huwelijk af.

#### Ruby Sunday
special 2023 en seizoen 1 (2024)
Als pasgeboren baby werd Ruby, geportretteerd door Millie Gibson, op kerstavond in 2004 te vondeling gelegd bĳ de kerk aan de Ruby Road, vandaar haar naam. Ruby is geadopteerd door Carla Sunday en woont met haar adoptiemoeder en haar adoptiegrootmoeder in Notting Hill, Londen. Al van kinds af aan vraagt ze af wie haar biologische moeder is. Ruby merkt in de dagen voor haar negentiende verjaardag dat ze veel pech ervaart, wat de aandacht trekt van de Vĳftiende Doctor. Samen proberen ze de biologische moeder van Ruby te vinden. Haar eerste verschijning is in de kerstspecial van 2023 genaamd The Church on Ruby Road.

#### Joy Almondo
special 2024
Joy Almondo werd geportretteerd door Nicola Coughlan. Met kerst boekt ze een hotelovernachting in Londen. De Vĳftiende Doctor loopt Joy tegen het lĳf op haar hotelkamer die in een tĳdhotel blijkt te zitten, tĳdens zĳn zoektocht naar een mysterieuze koffer.

#### Belinda Chandra
seizoen 2 (2025)
Belinda Chandra is de derde metgezel van de Vĳftiende Doctor en wordt gespeeld door Varada Sethu. Ze is een verpleger in opleiding en werd op een avond meegenomen door ruimterobots. De Doctor merkt dit op en probeert haar uit de handen van gevaar te houden terwĳl hĳ haar terug naar aarde probeert te krĳgen.